# Matto regiert

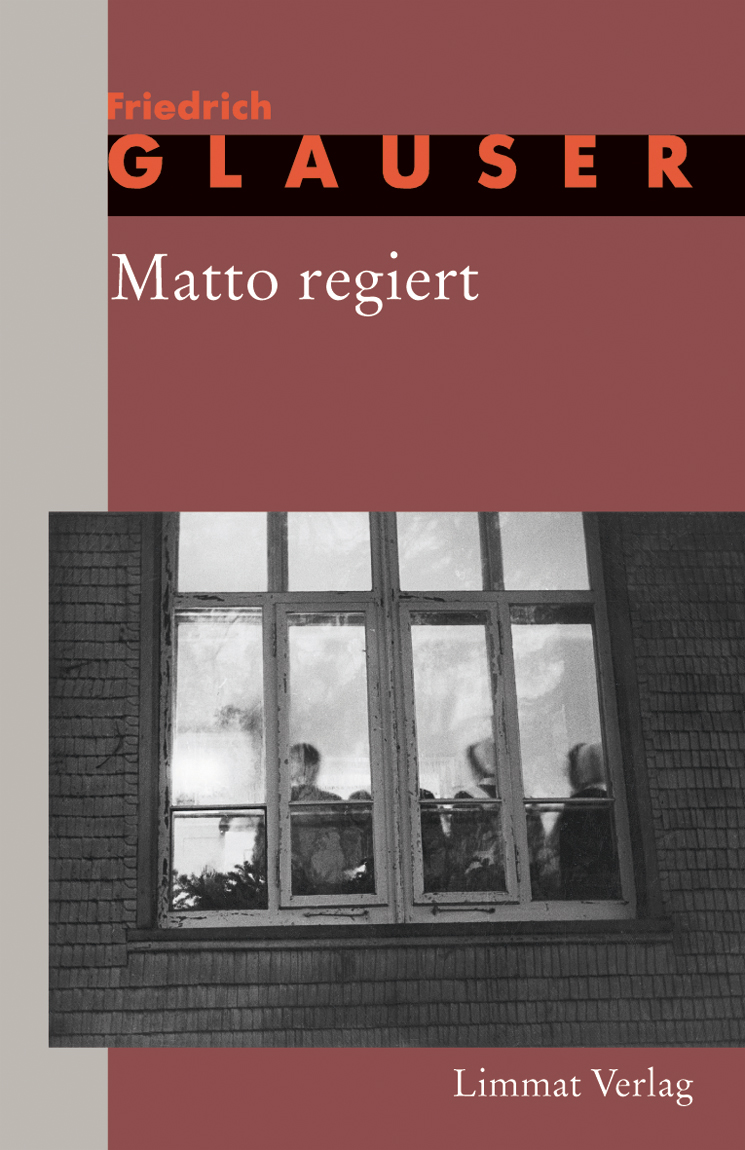
Matto regiert in der Werkausgabe des Limmat Verlages, 1995

Matto regiert ist der dritte Wachtmeister-Studer-Roman des Schweizer Autors Friedrich Glauser. Dieser Krimi, geschrieben 1936, ist neben Gourrama der autobiographischste Roman, da Glauser darin seine wiederholten Internierungen in psychiatrischen Kliniken thematisiert.  Matto regiert gilt als Schlüsselroman und löste bei seinem Erscheinen 1937 einen Skandal im bernischen Gesundheitswesen aus.

## Romanbeginn
Da wurde man am Morgen, um fünf Uhr, zu nachtschlafender Zeit also, durch das Schrillen des Telephons geweckt. Der kantonale Polizeidirektor war am Apparat, und pflichtgemäss meldete man sich: Wachtmeister Studer. Man lag noch im Bett, selbstverständlich, man hatte noch mindestens zwei Stunden Schlaf zugut. Aber da wurde einem eine Geschichte mitgeteilt, die nur schwer mit einem halbwachen Gehirn verstanden werden konnte. So kam es, dass man die Erzählung des hohen Vorgesetzten von Zeit zu Zeit unterbrechen musste mit Wie? und mit Was? - und dass man schliesslich zu hören bekam, man sei ein Tubel und man solle besser lose!

## Inhalt

### Ausgangslage
Frühmorgens wird Wachtmeister Studer durch ein Telefonat aus dem Schlaf gerissen: In der Heil- und Pflegeanstalt Randlingen ist ein Patient mit Namen Pierre Pieterlen ausgebrochen, und gleichzeitig wird auch der Direktor, Ulrich Borstli, vermisst. Kurz darauf wird der Wachtmeister von Dr. Ernst Laduner, dem stellvertretenden Direktor der psychiatrischen Klinik, abgeholt. In Randlingen angekommen, wird Studer bei der Morgenvisite in die Örtlichkeiten eingeführt und lernt dabei auch die leitenden Ärzte sowie einige Pfleger und Patienten kennen. Nach dem Mittagessen entdeckt der Fahnder die Leiche des Direktors im Heizungskeller des Hauptgebäudes. Es stellt sich heraus, dass eine Mappe mit Dokumenten und 1200 Franken fehlen, die der Tote bei sich trug.

### Ermittlung

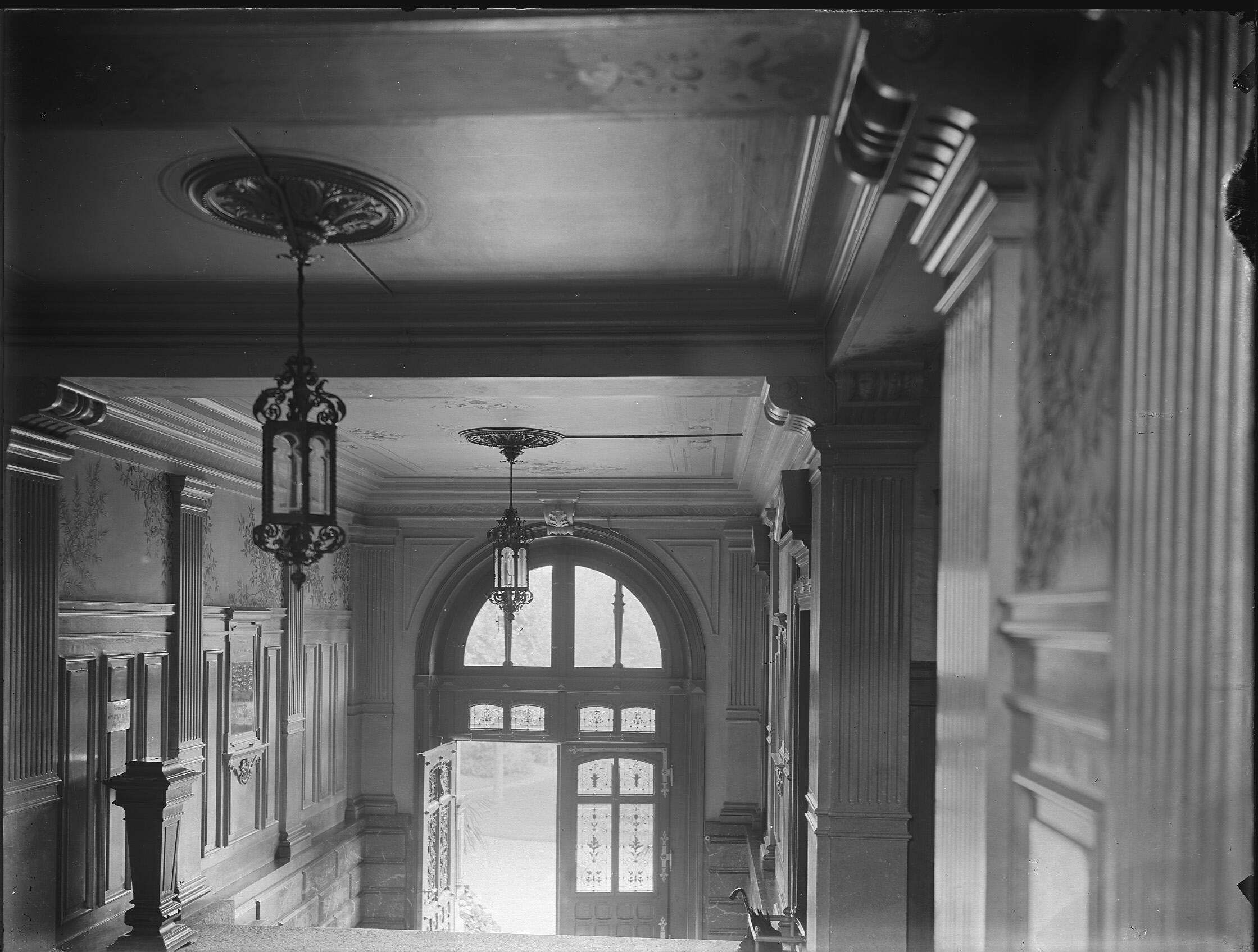
«Nach dem Tor, das ins Innere führte, kamen wieder Stufen. (…) Es roch nach Apotheke, Staub und Bodenwichse… Ein eigenartiger Geruch, der Studer tagelang verfolgen sollte.»
Eingang des Psychiatrischen Zentrums Münsingen (PZM), 1895

Im Laufe der folgenden vier Tage dringt Studer immer tiefer in die Geheimnisse der Klinik und seiner Mitbewohner ein und muss feststellen, dass sich die Ermittlungen um einiges schwieriger gestalten, als er es  sonst gewohnt ist. Da ist der verschwundene Patient Pieterlen, der vor neun Jahren sein neugeborenes Kind ermordet hatte und ein starkes Motiv gehabt hätte, den Anstaltsdirektor zu töten: Borstli verhinderte dessen Entlassung und flirtete mit der Pflegerin Irma Wasem, in die sich Pieterlen verliebt hatte. Dem Pfleger Gilgen drohte die Kündigung, weil er Kleider von Patienten gestohlen hatte. Dr. Laduner selbst stand seit längerem im Konflikt mit Borstli, weil dieser dessen neue Behandlungsmethoden ablehnte. Auch der Abteilungspfleger Max Jutzeler hätte vom Tod des Anstaltsleiters profitiert, da ihm ebenfalls eine Entlassung drohte, weil er einen Streik unter den Pflegern angestiftet hatte. Für Studer wird die Angelegenheit emotional noch komplizierter, als er realisiert, wer der junge Mann in der Psychoanalyse bei Dr. Laduner ist: Herbert Caplaun ist der Sohn von Oberst Caplaun, der in der Bankaffäre vor einigen Jahren Studers Karriere rapide beendet hatte, so dass der damalige Kommissar bei der Stadtpolizei Bern in der Folge wieder ganz unten als Wachtmeister beginnen musste. Anstelle von klaren Fakten und Sachverhalten wird Studer mit einem Geflecht aus psychischen Abgründen im «Reich des Wahnsinns» konfrontiert. Er ahnt nicht, dass durch seine Ermittlungen ein Selbstmord ausgelöst wird, und gerät in zunehmenden Konflikt mit seinem Gastgeber Dr. Laduner.

### Auflösung
Am vierten Abend wird Studer klar, dass sich der vermisste Pieterlen im Haus des Pflegers Gilgen versteckt. Als er dort anlangt, belauscht er ein Gespräch zwischen Irma Wasem und Pieterlen: Die beiden sind in Wirklichkeit ein Paar und möchten nach Frankreich flüchten. In den kommenden 45 Minuten treffen drei weitere Personen in Gilgens Haus ein, und Studer muss eingreifen, um einen weiteren Mord zu verhindern. Als er am kommenden Morgen gegenüber Dr. Laduner den Tathergang und die Auflösung des Falles erklären will, stellt sich heraus, dass sich der Wachtmeister hat täuschen lassen.

## Entstehung

### Glauser im «Reich des Wahnsinns»
Der Literaturwissenschaftler Bernhard Echte schreibt in seinem Nachwort zu Matto regiert: «Kein Buch hat Glauser so lange mit sich herumgetragen; kein anderer Stoff ging seinen besonderen Lebenserfahrungen so nahe – in keinem anderen Thema erblickte er aber auch so viel überpersönliche Bedeutung.» Tatsächlich war Glauser schon früh mit dem «Verrückt-Sein» in Kontakt gekommen. Durch seine Morphiumsucht wurde Glauser regelmässig straffällig, indem er Diebstähle beging und Rezepte fälschte. 1917 beantragte Glausers Vater deshalb die psychische Untersuchung des Sohnes, und ein Jahr später folgte die Entmündigung und erste Einlieferung in eine Psychiatrische Klinik: Die Klinik Bel-Air in Genf erstellte die Diagnose «Dementia praecox». 1920 folgte der nächste ärztliche Befund: «Moralischer Schwachsinn». Glauser wurde in der Irrenanstalt Holligen in Bern interniert, woraufhin er, nicht zum letzten Mal, flüchtete. Das Andersartig- und Ausgestossen-Sein begleitete Glauser sein ganzes Leben lang und passt zu den Worten, die Dr. Laduner in Matto regiert spricht: «Wir werden nie die Grenze ziehen können zwischen geisteskrank und normal… Wir können nur sagen, ein Mensch kann sich sozial anpassen, und je besser er sich sozial anpassen kann, je mehr er versucht, den Nebenmenschen zu verstehen, ihm zu helfen, desto normaler ist er.» Und der Schriftsteller Alex Capus sagte dazu in einem Interview: «Matto regiert ist eines meiner Lieblingsbücher, weil Wachtmeister Studer hier die Grenzregionen zwischen Vernunft und Wahnsinn erkundet, die für uns alle gar nicht so fern sind, wie wir gern glauben möchten.»

### «Mattos Puppentheater»
Die leidvolle Erfahrung, selber zu den «Irrsinnigen» zu gehören, verarbeitete Glauser literarisch zum ersten Mal 1919/1920 in seinem Mini-Drama Mattos Puppentheater, welches verschiedene Personen (unter anderem auch Glauser selbst und seinen Vater) in einer Irrenanstalt auftreten lässt. Dort personifiziert er den Irrsinn und gibt ihm einen Namen: «Matto» (ital. für «verrückt»). Er lässt ihn als lange spitze Gestalt auftreten, deren Umrisse sich stetig ändern, das Gesicht ist undeutlich, wird dünn, bläht sich auf, nimmt vielgestaltige Formen an und spricht mit schriller Stimme. Das Stück hat fünf Aufzüge, währenddessen die Figur des Matto mehrmals erscheint. Wahrscheinlich begann Glauser mit der Niederschrift 1919 im Psychiatriezentrum Münsingen. Mattos Puppentheater wirkt leicht surreal, was seine Ursache wahrscheinlich in Glausers Zeit in der Zürcher Dada-Szene von 1916/1917 hat. Auf dem Manuskript befindet sich eine Widmung zum 35. Geburtstag von Schriftsteller Bruno Goetz, einem Freund Glausers aus den Asconeser Tagen. Neben Mattos Puppentheater und Matto regiert fand der Irrenhausstoff noch in drei weitere Kurzgeschichten Eingang: Gespenster im Irrenhaus (1933), Ein Weltuntergang (1933) und in Kollegen (1936/1937).

### «Matto» in der Waldau

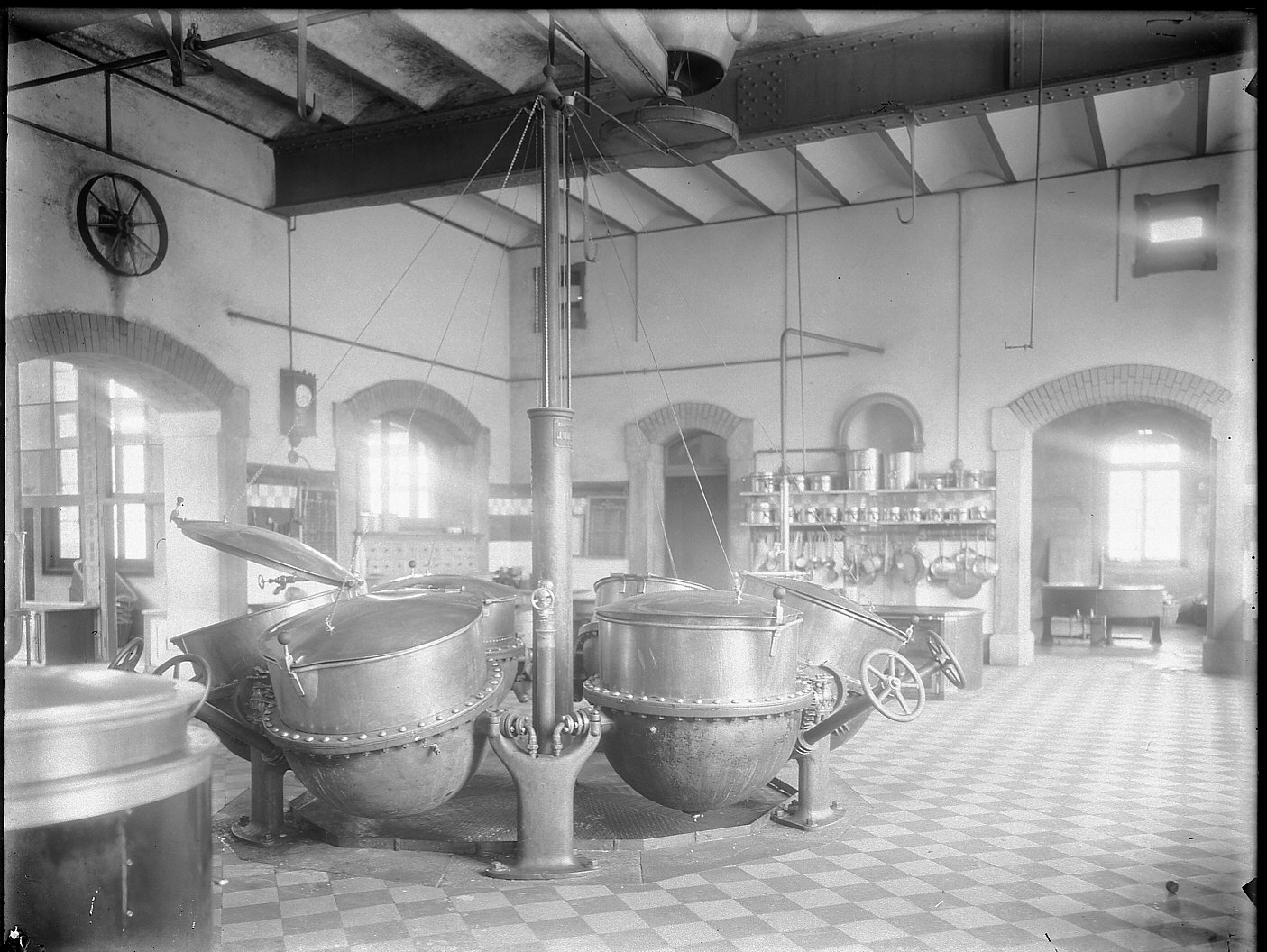
«Durch die weit geöffnete Türe, die sich vor ihm auftat, sah der Wachtmeister riesige Kessel, die mit Dampf geheizt wurden. Sie standen schief.»
Kochküche des PZM, 1895

1931 scheint die Idee, einen Irrenhausroman zu verfassen, bei Glauser zum ersten Mal aufgetaucht zu sein: In einem Brief an seinen Münsinger Arzt Max Müller bemerkte er: «Jetzt hoffe ich, dass ich hier ein paar Sachen beenden kann, eine längere Geschichte, die vielleicht ein Roman werden wird, über diese Wärter-Ärztin-Geschichte. Natürlich wird nach meiner schlechten Gewohnheit das Ganze wohl auf eine Atmosphärenschilderung des Irrenhauses hinauslaufen.» Im Februar des folgenden Jahres schrieb er an Gertrud Müller (Gattin von Max Müller) aus Paris: «Es spukt mir ein grosser Roman über Münsingen im Kopf herum, aber ich hab Angst, dranzugehen. Es müsste so eine Art Querschnitt werden, mit den ‹tenants und aboutissants› [frz. für «Zusammenhänge»] der Insassen eines solchen Baues.»
Als Glauser dann in der Psychiatrischen Klinik Waldau interniert war, begann er im Januar 1936 mit der Niederschrift und hatte bis Ende Mai beinahe alle 26 Kapitel geschrieben. Am 17. Januar berichtete er seiner langjährigen Brieffreundin und Gönnerin Martha Ringier über die Probleme mit dem Roman-Anfang: «Meinen Irrenhausroman hab ich bis jetzt sechs Mal angefangen. Ich hab den Ton noch nicht erwischt. Das ist immer das Schwerste. Aber ich glaub, ich bin auf der Spur. […] Vielleicht wird ihn kein Verleger wollen, und wenn er gedruckt ist, wird die Elite sagen: ‹Es ist ja nur ein Kriminalroman›. Das ist ja wurscht.» Und am 6. Februar schrieb er ihr: «Warum, ich bitte Sie, warum soll man nicht einmal versuchen, eine Art Spiegelbild der Menschheit zu geben, indem man eine geschlossene Anstalt zeigt, diesen Ameisenhaufen, in dem sich die menschlichen Ameisen mit Gift bespritzen, beissen, neidisch aufeinander sind, hin und wieder auch ganz anständig behandeln. […] Es wird ein Kriminalroman, aber ich sehe keine andere Möglichkeit, dass die Leute die Sachen schlucken, die sie sonst trocken nicht schlucken würden.» Mitte März meldete er sich nochmals bei Martha Ringier: «Mir geht es komisch mit dem Buch. Es sollte ein anspruchsloses, ein bisschen boshaftes Buch über die heilige Psychiatrie werden, ein Kriminalroman, wie es deren viele gibt, und plötzlich biegt sich das Ganze um, es wird poetisch (pötisch! bitte sehr!).»
Ein zentrales Kapitel des Romans bildet «Das Demonstrationsobjekt Pieterlen», obwohl es für die Handlung des Krimis nicht relevant ist. Glauser hatte, weil er sehr schnell im Schreibmaschinen-Tippen war, während seines Münsinger Aufenthaltes 1931 den Auftrag bekommen, Abschriften von Akten zu erstellen. Dabei kam ihm das Dossier eines Mannes in die Hand, der sein neugeborenes Kind umgebracht hatte. Glauser übernahm fünf Jahre später die Geschichte dieses Patienten praktisch 1:1 und machte daraus das Schicksal des «Demonstrationsobjektes Pieterlen». Bemerkenswert daran ist, dass Glauser anhand dieses Säuglingsmordes die offene Frage nach vorschneller Verurteilung und «Schuld» stellt. Hardy Ruoss schrieb dazu: «Schuld ist für ihn [Glauser] – und in seinem ganzen erzählerischen Werk, besonders in den Kriminalromanen – nie etwas Eindeutiges. Deshalb soll der Mensch sich auch hüten, zum Richter über seine Mitmenschen zu werden (das Bibelwort ‹Richtet nicht…!› taucht in Glausers Werk verschiedentlich auf).» Es sollte über 70 Jahre dauern, bis nach Matto regiert mit dem Strafverteidiger Ferdinand von Schirach ein Autor erschien, der die oft zweischneidige Frage der wahren Schuld wieder ins Zentrum seiner Erzählungen rückte.

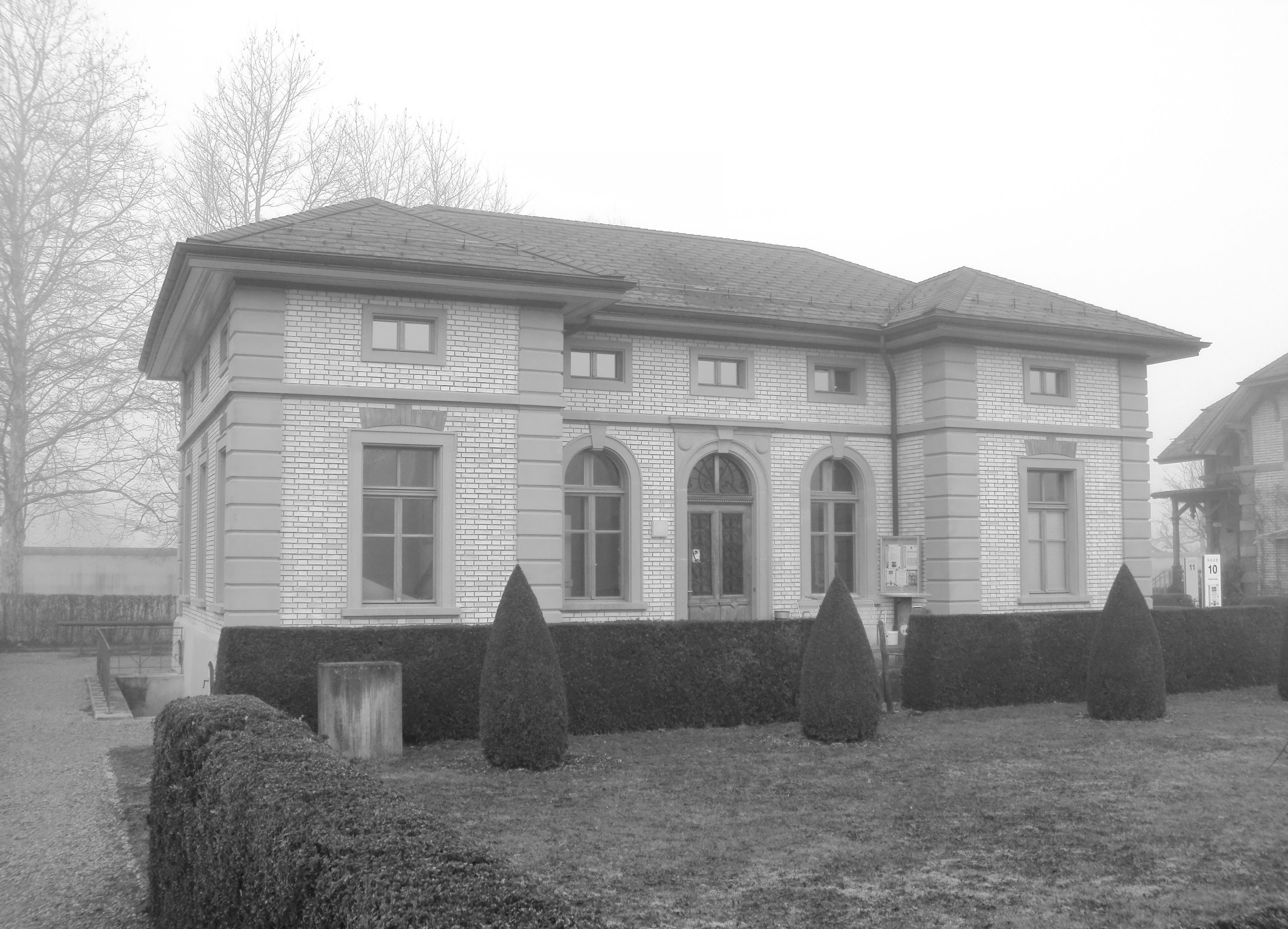
«Und hinten, aus einem alleinstehenden, zweistöckigen Gebäude traten zwei Männer. (…) Und zwischen ihnen schaukelte eine schwarze Bahre, auf der ein Sarg festgebunden war. Da wandte sich Studer ab.»
Ehemaliges Totenhaus des PZM, 2016

16 Jahre nach Mattos Puppentheater liess Glauser auch die Figur des «Matto» wieder auftauchen. Der Patient Schül erklärt Wachtmeister Studer, dass Mattos Kopf oberhalb von Studers Zimmer aus dem Estrichfenster immer wieder vor- und zurückschiesst: «Matto, dessen Reich sich weitet über das Erdenrund […] Matto! Er ist mächtig. Alle Formen nimmt er an, bald ist er klein und dick, bald schlank und gross, und die Welt ist sein Puppentheater. Sie wissen nicht, die Menschen, dass er mit ihnen spielt wie mit seinen Marionetten…» Am 2. Mai schrieb Glauser dem Journalisten und Freund Josef Halperin, warum es mit Matto regiert so schnell vorwärtsging: «Das mit dem Roman ist lustig. Glauben Sie mir, dass ich ihn schon fünf Jahre herumschleppe? Drum habe ich ihn so herunterhauen können. Und Matto ist exakt – warten Sie einmal – 16 Jahre alt. Das Gedicht das Schül schreibt, hat votre serviteur damals verbrochen. Und er ist geehrt, dass Sie es schön und verrückt finden…» Ebenfalls an diesem Tag ging ein Brief an Glausers Vormund Robert Schneider mit der Mitteilung, er habe die ersten 120 Seiten an Hans Oprecht geschickt (dieser veröffentlichte den Roman in der Zeitung Der öffentliche Dienst). Am 4. Mai haderte Glauser mit der Auflösung der Geschichte; an Martha Ringer schrieb er: «Ich muss noch den Caplaun umbringen, in meinem Roman, und weiss nicht, soll er ersaufen oder sich eine Kugel in den Gring [abwertend für Kopf] jagen. Aber fertig werden muss er, nicht der Caplaun, sondern der Roman.»
Am 18. Mai wurde Glauser aus der Waldau entlassen; als Bedingung dafür hatte er am 21. April der Vormundschaftsbehörde seine schriftliche Erklärung zur Eheunfähigkeit abgegeben, inklusive der Verpflichtung einer freiwilligen Rückkehr in die Heilanstalt bei einem eventuellen Rückfall. Der Arzt Otto Briner schrieb am Tag der Entlassung: «Hat eben den ‹Irrenhausroman› beendet, in welchem der Direktor von einem Pat. ermordet wird, damit der von diesem Pat. verehrte Oberarzt Direktor werden kann! Scheint damit Erfolg zu haben, indem er vom Verlage Oprecht sofort angenommen wurde. Ist voll Zuversicht, meint, dass er reifer geworden sei und dass es ihn jetzt, nachdem er solche literarische Erfolge erzielt habe nicht mehr nach Opiaten gelüste.» Der Schluss des Romans entstand dann Ende Mai in Basel, kurz bevor Glauser mit seiner Lebensgefährtin Berthe Bendel nach Frankreich reiste. Mit der Auflösung des Plots tat sich Glauser jedoch einmal mehr schwer. Zu wenig hatte er die Handlung durchdacht, zu viele Zufälle führten zur Lösung des Falles. Möglicherweise war auch die anstehende Ausreise nach Frankreich mit ein Grund, dass das Ende von Matto regiert nicht voll zu überzeugen vermag. Rückblickend auf den Romanschluss, schrieb Glauser am 5. April 1937 an Hugo Marti: «Sie haben ganz Recht, der Schluss mit seinem Massacre ist übel, mehr als übel – er ist gepfuscht.»

## Biographischer Hintergrund

### Schauplätze
Wartete Die Fieberkurve noch mit etlichen Schauplätzen in verschiedenen Ländern auf, so beschränkt sich Matto regiert auf einen Ort, die Psychiatrische Klinik Randlingen. Glauser beleuchtet deren Mikrokosmos mit all ihren Bewohnern und Vorgängen kammerspielartig. Dass er selbst jahrelang in Kliniken gelebt hatte, prädestinierte ihn zum Autor eines Irrenhausromans. Die Literaturhistorikerin Martina Wernli schreibt dazu in ihrer Dissertation: «Klar ist, dass sich Glausers Schreiben nach dem Burghölzli-Tagebuch [1920] weiterentwickelte und dass die Orte der Internierung und die Personen, denen er begegnete, dieses Schreiben, wie auch das Lesen, geprägt haben.» Und weiter: «Glauser ist damit einer der wenigen Insassen der, auch dank seiner Lektüre von Fachliteratur, den psychiatrischen Betrieb in seinen Mechanismen durchschaut, der sich kritisch damit auseinandersetzt und der auch fähig ist, darüber zu schreiben.»

#### Psychiatrische Kliniken
Dass Glauser selbst ein Kenner des «Reiches des Wahnsinns» war, schrieb er am 10. Oktober 1936 an Martha Ringier: «… den ‹Schlumpf› kann mir, mit einiger Technik, immerhin der ein oder der andere nachmachen. Aber den ‹Matto› nicht. Da steckt zuviel Erlebtes darin, das nur ich so hab erleben können.» Das Leben von Glauser war ein Teufelskreis aus Morphiumsucht, Geldnot, Beschaffungskriminalität und endete immer wieder in Kliniken; bis zur nächsten Entlassung, bis zum nächsten Suizidversuch, bis zum nächsten Fluchtversuch. Eine Selbständigkeit schien unmöglich. Und vielleicht kann man seine Klinikaufenthalte auch als «Flucht aus dem Leben» interpretieren, in denen er zur Ruhe kommen konnte und Zeit zum Schreiben fand. Glauser selbst erwähnt 1932 in seiner autobiographischen Erzählung Morphium: «Zufrieden war ich eigentlich immer erst, wenn ich im Gefängnis oder im Irrenhaus war.» Insgesamt verbrachte Glauser acht Jahre seines Lebens in Kliniken (die Jahreszahlen der folgenden Auflistung beziehen sich jeweils auf den Klinikeintritt):

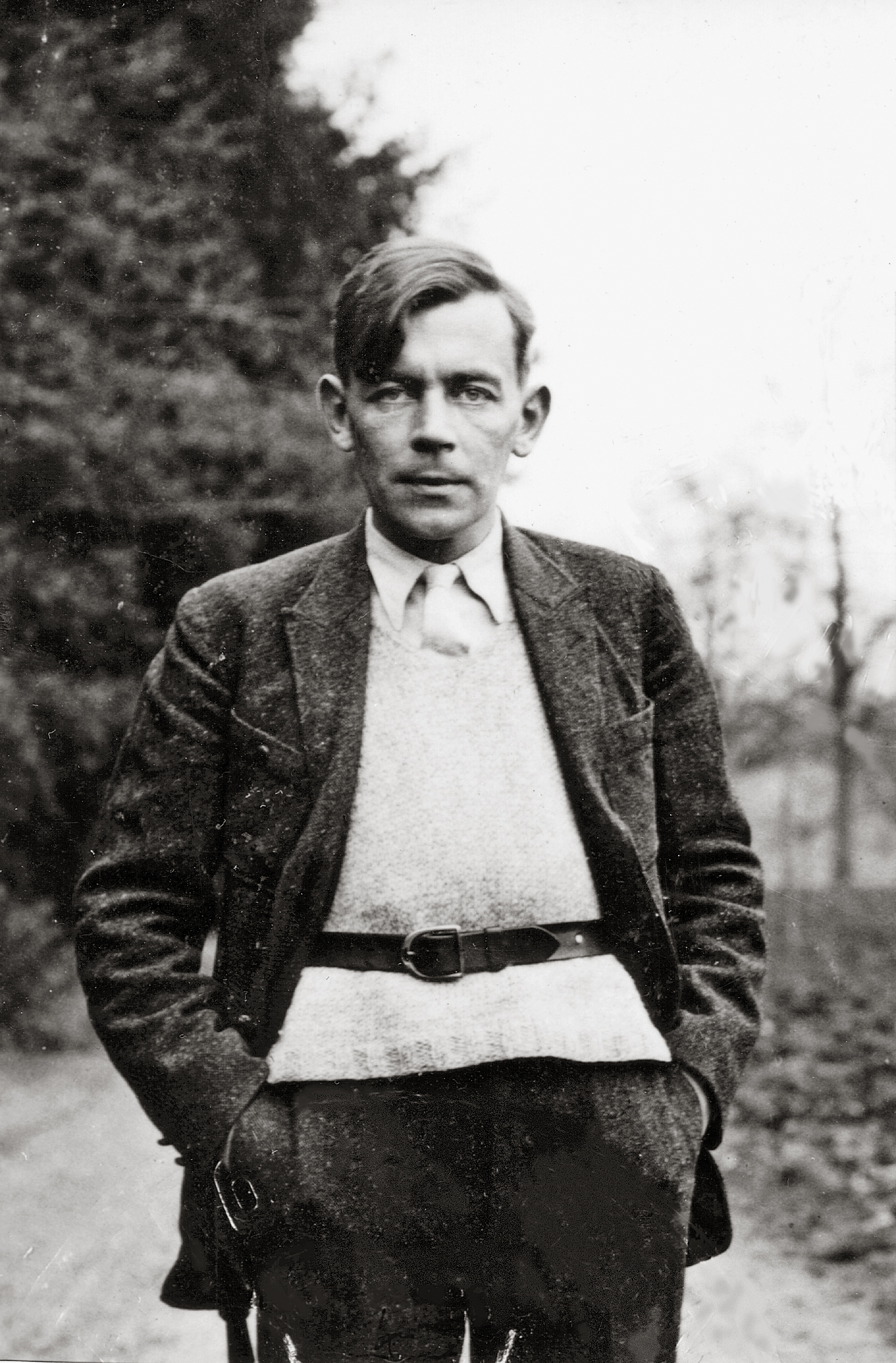
Friedrich Glauser in Münsingen, 1931

- 1917: Antrag des Vaters auf psychische Untersuchung
- 1918: Entmündigung
- 1918: Psychiatrische Klinik Bel-Air, Genf (Diagnose: «Dementia praecox»)
- 1918: Psychiatriezentrum Münsingen (Flucht)
- 1920: Irrenanstalt Holligen, Bern (Flucht)
- 1920: Psychiatrische Klinik Burghölzli, Zürich (Gegenexpertise zur Genfer Diagnose von 1918)
- 1924: Irrenanstalt Tournai, Belgien
- 1925: Psychiatriezentrum Münsingen
- 1925: Erziehungsanstalt Witzwil (5. Suizidversuch)
- 1927: Psychiatriezentrum Münsingen (Beginn der Psychoanalyse)
- 1930: Psychiatriezentrum Münsingen
- 1931: Psychiatriezentrum Münsingen
- 1932: Antrag des Vaters auf lebenslange Verwahrung
- 1932: Psychiatriezentrum Münsingen
- 1934: Psychiatrische Klinik Waldau, Kolonie Anna Müller in Münchenbuchsee (Niederschrift von Schlumpf Erwin Mord)
- 1935: Psychiatrische Klinik Waldau, Kolonie Anna Müller in Münchenbuchsee (Niederschrift der Fieberkurve und Matto regiert)

#### Psychiatriezentrum Münsingen
Die «Irrenanstalt» in Münsingen nahm im März 1895 ihren Betrieb mit 500 Betten auf. 1930 wurde sie in «Heil- und Pflegeanstalt» umbenannt, 1967 in «Psychiatrische Klinik», und seit dem Jahr 2000 heisst sie «Psychiatriezentrum Münsingen». Mit 710 Beschäftigten und etwas über 500 Patienten ist das PZM heute der grösste Arbeitgeber in Münsingen und gehört zu den grössten Kliniken der Schweiz. Neben Glauser hatte das PZM auch noch weitere prominente Patienten, so die Künstler Ernst Bollin, Heinrich Anton Müller, Walter Arnold Steffen, den Schriftsteller Raeto Meier und den Tänzer und Choreographen Vaslav Nijinski.
Das Psychiatriezentrum Münsingen spielte in Glausers Leben eine besondere Rolle, da er insgesamt beinahe sechs Jahre dort verbrachte. So lag es nahe, dass er diesen Schauplatz für Matto regiert auswählte. Glauser ahnte, was er mit seinem neuen Studer-Roman auslösen würde, und sprach deshalb in der «Notwendigen Vorrede» von der fiktiven Anstalt Randlingen (in späteren Ausgaben wurde das Vorwort weggelassen):

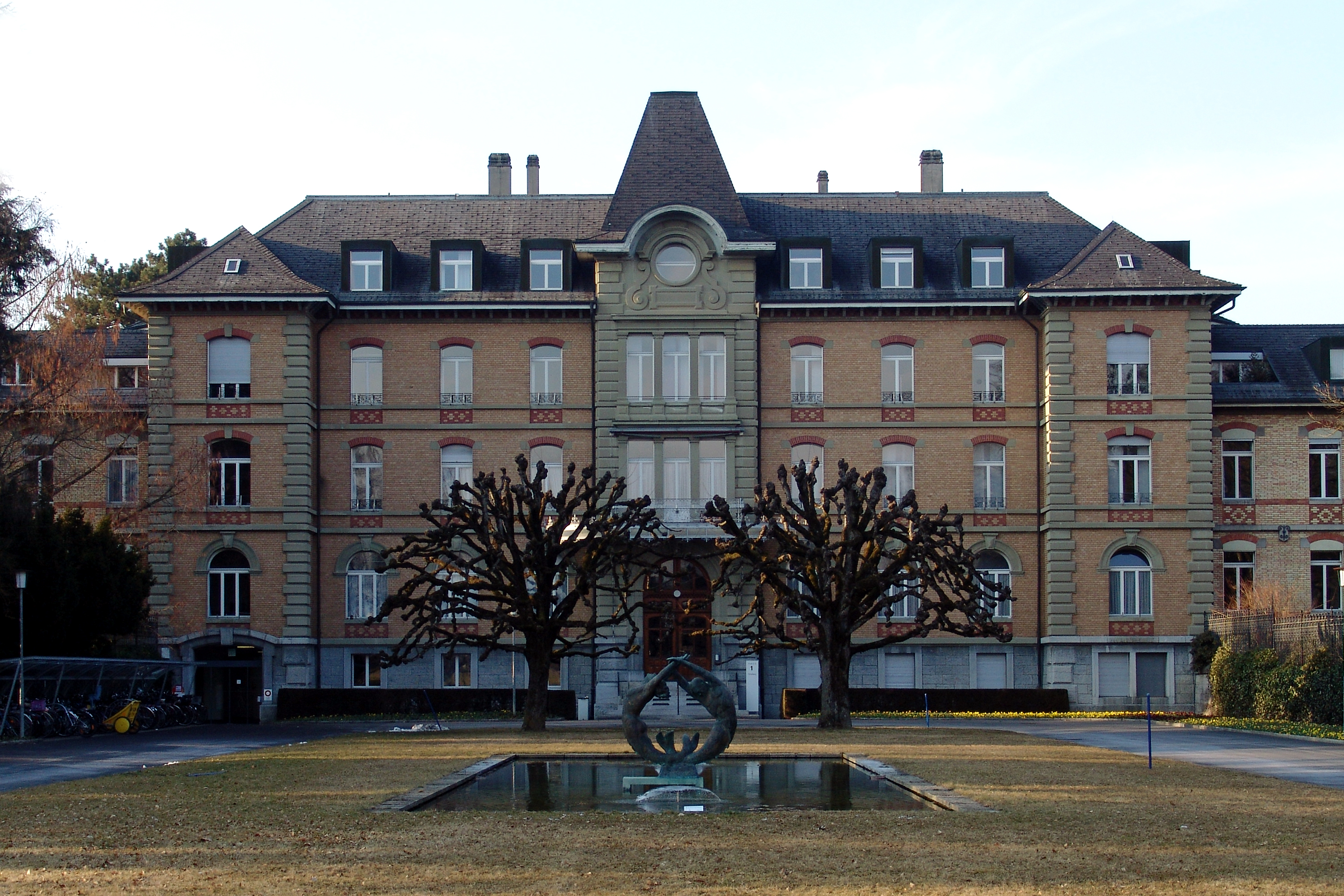
Eingangsfront des PZM, 2008

«Eine Geschichte zu erzählen, die in Berlin, London, Paris oder Neuyork spielt, ist ungefährlich. Eine Geschichte zu erzählen, die in einer Schweizer Stadt spielt, ist hingegen gefährlich. Es ist mir passiert, dass der Fussballklub Winterthur sich gegen eine meiner Erzählungen verwahrt hat, weil darin ein Back vorkam. Ich musste dann den Boys und anderen Fellows bestätigen, dass sie nicht gemeint waren. Noch gefährlicher ist das Unterfangen, eine Geschichte zu erzählen, die in einer bernischen Heil- und Pflegeanstalt spielt. Ich sehe Proteste regnen. Darum möchte ich folgendes von Anfang an festlegen: Es gibt drei Anstalten im Kanton Bern. – Waldau, Münsingen, Bellelay. – Meine Anstalt Randlingen ist weder Münsingen, noch die Waldau, noch Bellelay. Die Personen, die auftreten, sind frei erfunden. Mein Roman ist kein Schlüsselroman. Eine Geschichte muss irgendwo spielen. Die meine spielt im Kanton Bern, in einer Irrenanstalt. Was weiter? … man wird wohl noch Geschichten erzählen dürfen?»

Otto Briner, der behandelnde Arzt in der Waldau, schrieb kurz nach der Veröffentlichung des Romans (Dezember 1936) an Glauser: «Die Aufmachung desselben, das etwas unglückliche Vorwort und vor allem der blöde Waschzettel dazu haben bewirkt, dass der Unterhaltungsroman zu einem Sensationsstück gestempelt worden ist und bei der hiesigen Regierung sehr böses Blut verursacht hat. Ich habe erst nachträglich erfahren, dass es sich entgegen Ihren Äusserungen doch um einen Schlüsselroman handelt und dass man die einzelnen Personen bis in alle Details hinein erkennt. Unglückseligerweise hat sich Herr Nationalrat Oprecht sofort beeilt, der Regierung gegenüber zu erklären, dass der Roman unter unserer (d. h. meiner) Zensur und Zustimmung geschrieben worden sei. Und nun müssen die Direktion und ich die Suppe ausfressen.» Drei Tage später schrieb Glauser aus Angles in Frankreich diesbezüglich an seinen Vormund: «Man wirft ihm [dem Roman] vor, er sei ein Schlüsselroman – und dabei ist die Fabel gerade so gewollt unwahrscheinlich angelegt, dass ich gehofft hatte, man würde mir diesen Vorwurf sparen.»
Im Jahre 2013 rückte das Psychiatriezentrum Münsingen, diesmal positiv, wieder ins Zentrum des Interesses, als aus Anlass zum 75. Todestag von Friedrich Glauser die «Criminale», das grösste Krimifestival Europas, vom 17. bis 21. Mai zum ersten Mal in der Schweiz gastierte. An mehreren Orten in den Kantonen Bern und Solothurn fanden über hundert Veranstaltungen statt. Einer dieser Orte war das PZM. Im Rahmen des Literaturfestivals erinnerte sich die Klinik an ihren berühmten Patienten, indem sie in einer Ausstellung den Psychiatriekrimi Matto regiert würdigte. «Wir sind stolz auf Glauser», sagte Mike Sutter, Sprecher des Psychiatriezentrums. «Sein Roman bietet einen Einblick in die Psychiatrie vor 80 oder 100 Jahren, wie sie tatsächlich war.» Das Berner Sommertheater nahm die Criminale zum Anlass, Walter Millns’ Theaterbearbeitung der Fieberkurve unter der Regie von Arlette Zurbuchen im Psychiatriezentrum zu inszenieren; der spezielle Spielort der damaligen Irrenanstalt war gleichzeitig auch eine Hommage an Glauser. Die Premiere der «Kriminal-Komödie nach Friedrich Glauser» fand am 17. April (gleichzeitig mit der Eröffnung der «Criminale 2013») im Casino des PZM statt.

### Figuren

#### Charles Pierre Glauser
Die Figur des Obersts Caplaun stellt in Matto regiert unverkennbar Glausers Vater dar; Glauser selbst kann man in Teilen Herbert Caplauns erkennen. Die reale Beziehung zwischen Glauser und seinem Vater Charles Pierre blieb zeit seines Lebens ein zentrales und zugleich konfliktbeladenes Thema. Dies dokumentiert auch der umfangreiche Briefwechsel zwischen den beiden. Die Probleme begannen, als Glauser vier Jahre alt war und die Mutter starb. Der Vater schien nicht in der Lage, Friedrich die mütterliche Geborgenheit zu ersetzen, und forderte stattdessen Leistung, auf die der Sohn mit zunehmender Rebellion reagierte. Ab 1917 war die Vater-Sohn-Beziehung geprägt von einem sich stets wiederholenden Muster: Getrieben von der Morphiumsucht, wurde Glauser immer wieder straffällig, hinterging Freunde und Bekannte, beging Diebstähle, fälschte Rezepte und musste interniert werden. Der einmal mehr enttäuschte Vater distanzierte sich von seinem Sohn. Es folgten gegenseitige Reue, erneute Annäherung und Verzeihen bis zum nächsten Absturz. In Matto regiert kommt Glauser auf diesen Teufelskreis zu sprechen: «Die kleinen Vaganten kennen nur einen ewigen Kreislauf: Verfehlung, Strafe, Verfehlung, Strafe. Durch Strafe wird der Protest gereizt, und der Protest macht sich Luft, indem er zu neuen ‹Schandtaten› treibt.» Als Glauser 21 Jahre alt war, weigerte sich sein Vater zum ersten Mal, dessen Schulden weiter zu bezahlen. Er schaltete die Amtsvormundschaft ein, liess den Sohn psychisch untersuchen und entmündigte ihn. 1921 folgte ein weiterer Versuch, den Sohn auf die rechte Bahn zu bringen: Glauser trat auf Anraten des Vaters in die Fremdenlegion ein; aber auch dieses Experiment misslang. Und 1932, nach etlichen weiteren Katastrophen, stellte der Vater schliesslich den Antrag auf lebenslange Verwahrung.
Glauser versuchte jahrelang, sich der Abhängigkeit vom eigenen Vater zu entziehen, scheiterte jedoch stets und verarbeitete seine Frustration stattdessen literarisch oder in Briefen. Am 1. Oktober 1936 schrieb er zum Beispiel an Martha Ringier: «Mit so einem Ausspruch geht es mir wie mit dem Ausspruch meines Herrn Papa, der mir, als ich klein war, auch immer sagte, ich werde noch im Zuchthaus enden. Solche Worte wirken weiter, ganz unter der Oberfläche – bis man in Witzwil sitzt.» Das zentrale «Vater-Sohn-Drama» griff Glauser wiederholt in seinen Erzählungen auf. Bereits in seiner ersten umfangreichen Novelle Der Heide (1917/1920) thematisierte er die Loslösung des misshandelten Sohnes von seinem Vater. Und in Mattos Puppentheater (1919/1920) lässt der Vater das «verkommene Subjekt» (seinen Sohn) gar internieren; diese autobiographisch zentrale Szene findet sich im vierten Aufzug, wo Glauser offensichtlich sich selbst (Der junge Mann) und seinen Vater (Der Nationalrat) auftreten lässt:
Der Spitzbauch: Sie wissen, wo Sie sind?
Der junge Mann: Im Irrenhaus.
[…]
Der Spitzbauch: Nun sagen Sie mir, was fehlt Ihnen eigentlich!
Der junge Mann (trocken): Nichts.
Der Spitzbauch: Ich bitte Sie, nichts! Das ist keine Antwort. Ihr Vater hat Sie hergebracht. Er wird wohl wissen, weshalb.
Der junge Mann: Rufen Sie ihn doch.
Der Spitzbauch drückt auf die Klingel, worauf der Vater in der Tür erscheint, gross, weissbebartet. Er wendet sich nie an den Sohn, ignoriert ihn. Ausschliesslich zum Direktor.
Der Spitzbauch: Also, Herr Nationalrat, wollen Sie mir vielleicht in Gegenwart Ihres Sohnes mitteilen, warum Sie seine Internierung wünschen?
Der Vater (dumpfe Stimme): Weil er ein verkommenes Subjekt ist. Hier folgen des Vaters Vorwürfe: verbummelter Student, Geld ausleihen, Lügen, Unsittlichkeit.
[…]
Der Spitzbauch: Oberwärter, Patient auf Abteilung fünf.
Im weiteren Verlauf des Stücks erwähnt der Vater die Expertise eines Nervenarztes «Dr. Stralo Wasser», welche eine baldmöglichste Internierung fordert. Dieser «Dr. Stralo Wasser» ist eine Anspielung auf das Gutachten des Psychiaters Dr. Charlot Strasser vom 3. August 1920, das bei Glauser «moralischen Schwachsinn» diagnostizierte. Tritt der Vater in Mattos Puppentheater gross und weissbebartet (wie Glausers Vater) als Nationalrat auf, so ist die Figur des Obersts Caplaun in Matto regiert ganz ähnlich beschrieben: «Ein weisser Patriarchenbart, die Gesichtshaut von ungesunder Blässe und mitten im Gesicht eine rote Gurkennase mit vielen Knospen und Knösplein.» Und auch hier beschwert sich der Vater über den Sohn: «… wenn man wie ich, mit ruhigem Gewissen sagen kann, dass man für seinen einzigen Sohn die schwersten Opfer gebracht hat, um ihn auf den rechten Weg zu geleiten, wenn man, wie ich in Ehren weiss geworden ist und es erleben muss, dass der Name, den man trägt, von einem missratenen Element in den Schmutz gezogen wird, dann kann man es nicht genug verurteilen, wenn ein Arzt, ein Seelenarzt, die Partei des Sohnes gegen einen Vater ergreift…» Matto regiert steckt voller Seitenhiebe gegen den eigenen Vater. So lässt Glauser auch Dr. Laduner mehrmals zu Wort kommen: «Der junge Caplaun ist bei mir in Behandlung. […] Kein Wunder bei dem Vater!» Auf Seite 165: «Früher hat man die Leute zur Strafe krumm geschlossen. Die Seele des Herbert Caplaun ist in der Jugend auch krumm geschlossen worden… […] Sie haben ja den Herrn Oberst gesehen… Und dann ist alles andere nicht schwer zu verstehen.» Und noch einmal Laduner: «Die Sache liegt tiefer. Sie werden wissen, dass Bilder, die wir in unsrer Kindheit aufgenommen haben, in uns ein Leben für sich führen; dass das Bild des Vaters, wie es sich in der Kindheit der Seele eingebrannt hat, im Unterbewusstsein des Erwachsenen weiter wirkt.» Auch Wachtmeister Studer findet keine Sympathie für den Oberst Caplaun: «Armer Herbert Caplaun, dachte Studer, wenn der nicht hat zurechtkommen können auf der Welt, so ist das weiter nicht erstaunlich, bei dem Vater! Und Mitleid für den verpfuschten Herbert ergriff ihn…»
Am 1. November 1937 starb Glausers Vater in Eimeldingen. Damit fand eine lebenslang belastende Beziehung ihr Ende. Charles Pierre Glauser wurde drei Tage später um 10.00 Uhr in Freiburg im Breisgau kremiert. Die Witwe von Glausers Vater teilte seinem Vormund Dr. Robert Schneider mit, sie habe den Wunsch ausgedrückt, dass Friedrich Glauser nicht zur Beerdigung seines Vaters komme, aus Gründen, die allseits verstanden würden. Am 7. November schrieb Glauser dann an Schneider unter anderem: «Gewiss, ich weiss, das Verhältnis zu meinem Vater war nicht immer so, wie es sich für einen Sohn seinem Vater gegenüber geziemt hätte. Es hat jetzt keinen Sinn mehr, über Schuld oder Nichtschuld zu diskutieren, genug, der Tod meines Vaters hat mich schwer getroffen. […] Ich habe bis jetzt das Geschehnis noch nicht verwinden können. Die ganze Kindheit wird wieder lebendig, die Jahre, in denen ich allein mit ihm gelebt habe und in denen er mir die Mutter ersetzt hat. […] Ja, ich wäre gern an sein Begräbnis gefahren, aber das ging ja nicht.» Das Testament des Vaters war dann ein weiterer schwerer Schlag für Glauser: Er wurde mit keinem Wort erwähnt. Das gesamte Vermögen erbte Glausers Stiefmutter.

#### Ulrich Brauchli
Ulrich Brauchli war von 1912 bis 1938 Direktor des Psychiatrischen Zentrums Münsingen. Glauser baute ihn in Matto regiert als Mordopfer ein und benannte ihn um in Ulrich Borstli. Dies verhinderte jedoch nicht, dass man hinter der Romanfigur den echten Direktor und den Schauplatz Münsingen erkannte. Auch für Max Müller, leitender Arzt in Münsingen, war sofort klar, «dass Glauser einen Schlüsselroman über Münsingen geschrieben hatte, in dem er [Max Müller] die Hauptrolle spielte im Generationenkonflikt zwischen dem vorwärts stürmenden, Neues planenden Oberarzt Dr. Laduner und dem rückständigen, an seinem Sessel klebenden, unfähigen Direktor».

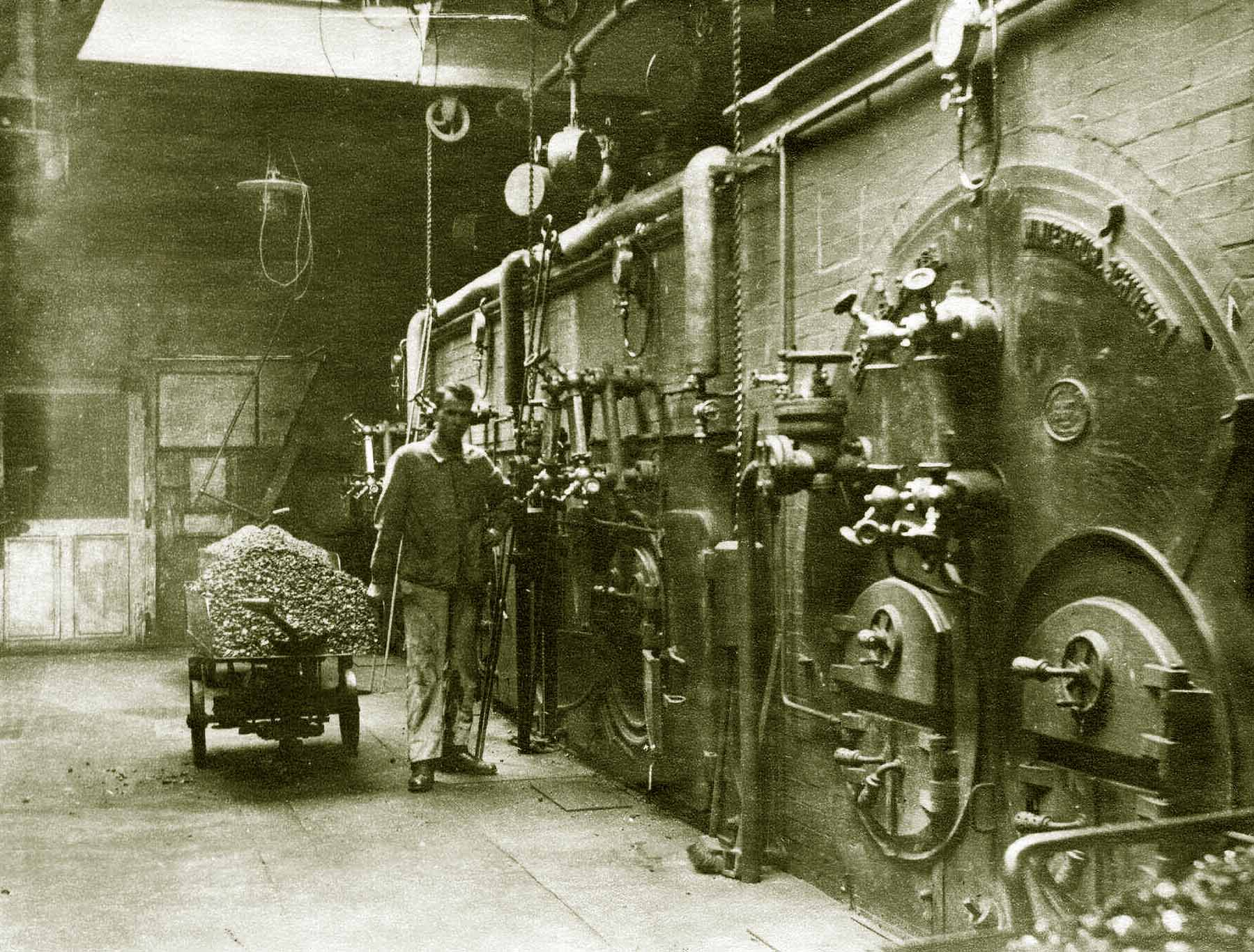
«Und in der Heizung, am Fusse der eisernen Leiter, die zum Feuerloch führt, liegt der Direktor mit gebrochenem Genick…»
Heizungskeller des PZM, 1939

In all den Jahren, in denen Glauser in Münsingen war, hielt er nicht mit seiner Meinung zurück, was er von Brauchli hielt. So schrieb er bereits 1919 an Robert Binswanger: «Das nächste Mal, wenn die Wut mich wieder übermannt, begehe ich vielleicht einen Mord.» Diesen Mord hat Glauser dann auch ausgeführt, wenn auch nur literarisch; die Wahl des Heizungskellers als Tatort hatte seine Bewandtnis darin, dass er zeitweilig auch als Heizer in Münsingen beschäftigt war und von daher diesen Ort gut kannte. Dass Glauser Brauchli nicht gemocht hatte, zeigen auch die vielen negativen Beschreibungen des Borstli. Dies beginnt bereits damit, dass Studer versucht, sich an den Namen des Anstaltsdirektors zu erinnern: «Wie hiess nur schon der Direktor von Randlingen? Würschtli? Nein… […] Bürschtli? … Nein… Ah ja! Borstli!» Und auf Seite 21 erklärt Dr. Laduner: «Zweimal im Monat trank sich der Herr Direktor einen Rausch an. […] Der Herr Direktor hatte nämlich eine Vorliebe für hübsche Pflegerinnen […] und drückte seine Bewunderung für die Rundungen ihrer Formen mit einem sanften Tätscheln aus.» Dazu passt auch, dass Borstli heimlich die erotischen Memoiren des Casanova liest und der Pfleger Gilgen ihn auf Seite 60 als «alten Bock» bezeichnet. Der kriegsverletzte Patient Schül beschuldigt Brauchli gar der Geldhinterziehung: «Wer steckt die Pension ein? Der Direktor! Aber dieser verfluchte Suppenhändler wird seinen Lohn bekommen…» Auch der Assistenzarzt Neuville trägt noch eine Charakterergänzung bei: «Il a, comment vous dire, il a… oui.… il a… eh bien, il a pété (frz. für gefurzt) tout le temps.» Und zu guter Letzt diagnostiziert Laduner auf Seite 243 bei Brauchli «senile Demenz».
Es verwundert daher nicht, dass bei Erscheinen des Buches die Post Brauchlis, aus Angst vor dessen Reaktion, kontrolliert wurde und man versuchte, ihm das Werk vorzuenthalten. Glausers «literarische Rache» hatte mehrere Folgen; eine davon beschreibt Martina Wernli in ihrem Text über die kantonale Irrenanstalt Waldau: «Aussergewöhnlich ist die dadurch entstandene Tatsache, dass Matto regiert eine Umkehrung der Postkontrolle in der Anstalt bewirkte. Nun ist es plötzlich der Direktor, der unwissentlich von ihr betroffen ist.»

#### Max Müller

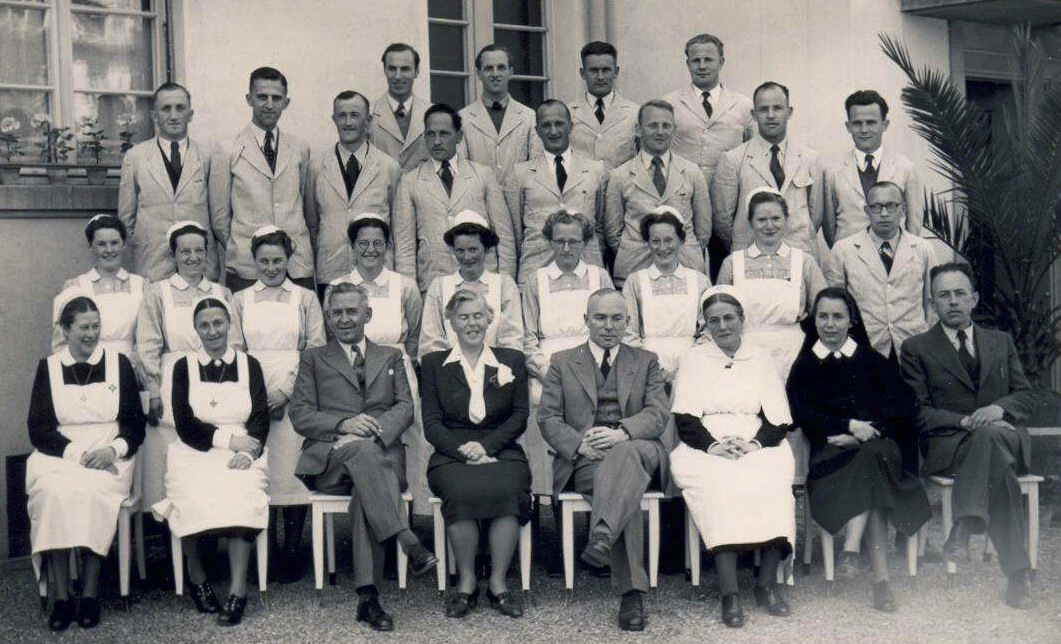
Gruppenfoto während eines Kurses im PZM, 1948.
Max Müller sitzend, dritter von links

Hinter Doktor Laduner versteckt sich kein Geringerer als Max Müller, Arzt und späterer Leiter des Psychiatriezentrums Münsingen (1939 bis 1954). Als er 1939 Nachfolger von Brauchli wurde, entwickelte sich die Heil- und Pflegeanstalt Münsingen dank seiner Initiative zu einem «Mekka der Psychiatrie». Dass Müller ein fortschrittlicher Arzt war, zeigte sich schon 1926, als er aus eigener Initiative Kurse für das Pflegepersonal an zwei Abenden pro Woche leitete.
Max Müller lernte Glauser 1925 kennen, als dieser zum zweiten Mal in Münsingen interniert wurde. Der Arzt wohnte damals im Haupthaus auf dem 3. Stock (vom Treppenhaus aus gesehen links) und wurde für Glauser bis 1933 zu einer der wichtigsten Bezugspersonen, da er in dieser Zeit mit ihm eine Psychoanalyse durchführte, ihn bei seinen literarischen Projekten förderte und sogar Anschluss in der eigenen Familie gewährte. Dieser Umstand findet auch Eingang in den Roman, wo Laduner über Pieterlen sagt: «Nun, ich habe versucht, dem Pieterlen sein Schicksal zu erleichtern. Er durfte zeichnen, ich sprach oft mit ihm, manchmal lud ich ihn zu mir in meine Wohnung ein. Ich lieh ihm Bücher. Als er nach Arbeit verlangte […] und er gern zur Malergruppe gehen wollte, gab ich auch dazu meine Einwilligung, obwohl ich wusste, warum er gerade in diese Gruppe verlangte. Er hatte sich verliebt…» Auch die wiederholte Beschreibung von Laduners Haar, «zurückgeschnitten, vom Hinterkopf stand eine Strähne ab wie die Feder bei einem Reiher», entsprach Max Müller. Auf Seite 142 zitiert Glauser sogar Müllers Buch Prognose und Therapie der Geisteskranken. In Matto regiert beschreibt er aber auch sehr treffend die Ambivalenz der Beziehung Glauser-Müller (Patient-Analytiker) und überträgt sie auf die Figuren Laduner und Studer. Studer ist oft hin- und hergerissen zwischen Bewunderung und Irritation über den Arzt. Ein passendes Symbol dafür mag die wiederholte Beschreibung von «Laduners Maskenlächeln sein, das aussieht, als sei es vor einem Spiegel aufgeklebt worden». Frau Laduner hingegen (Müllers Ehefrau Gertrud Müller) wirkt vertrauensvoll, herzlich und zeigt, ohne viel Worte zu verlieren, Verständnis für Studer; diese Beschreibung traf auch auf Gertrud Müllers Beziehung zu Glauser zu, mit der er nach dem Bruch mit Max Müller weiter brieflich verkehrte.
Insgesamt war Glauser fünf Mal in Münsingen während Müllers Zeit. Nach acht Jahren zeichnete sich allerdings eine zunehmende Distanz zwischen den beiden ab, was sich auch darin zeigte, dass Glauser das Vertrauen seines Arztes, Analytikers und Brieffreundes aufs Spiel setzte, indem er Anfang August 1933 ein Rezept auf Müllers Namen fälschte. In der Folge schlug Müller Glausers Verlegung in die Psychiatrische Klinik Waldau vor. Müller dazu: «Da inzwischen die Anstalt wie der Patient aufeinander allergisch geworden waren und man sich nur mehr schwer verständigen konnte, wurde ein Schritt in die Wege geleitet, den man schon mehrmals erwogen hatte und den auch Glauser wünschte: Die Verlegung in die Waldau.»

#### Berthe Bendel

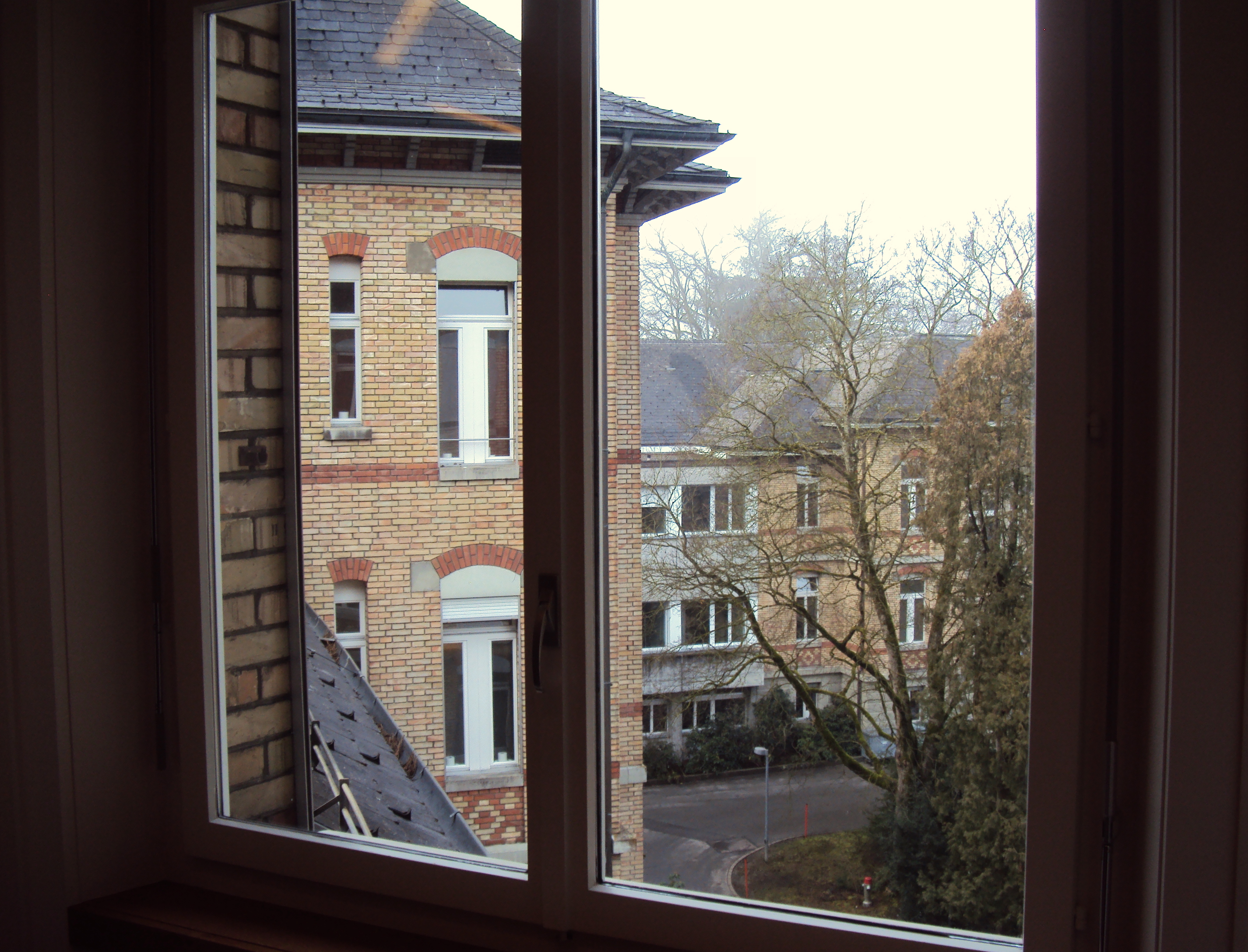
«Manchmal ist sie auch ans Fenster gekommen und hat gewinkt, die Frau dort drüben». Blick über den Innenhof des PMZ

Mit der Figur der Pflegerin Irma Wasem erwies Glauser seiner langjährigen Lebensgefährtin Berthe Bendel (1908–1986) eine Reverenz. In Matto regiert wird ihr Kennenlernen so beschrieben, dass der Patient Pieterlen in die Malergruppe versetzt wird und auf der Abteilung des Frauen-B die Wände streichen muss. Dort trifft er Irma Wasem, und die beiden verlieben sich. Der Patient Schül erklärt Studer: «‹Dort drüben hat der Pieterlen seinen Schatz gehabt, und oft hat er hier am Fenster gestanden. Manchmal ist sie auch ans Fenster gekommen und hat gewinkt, die Frau dort drüben.›». Tatsächlich hatte Glauser Berthe Bendel, die als Pflegerin in der Psychiatrischen Anstalt Münsingen arbeitete, 1933 auf dieselbe Weise kennengelernt. Dem Paar war bewusst, dass die Mesalliance zwischen einem Patienten und einer Pflegerin geheim gehalten werden musste. Sie begannen heimlich, sich gegenseitig Briefe in bestimmten Büchern der Anstaltsbibliothek zu verstecken. Schützenhilfe erhielten sie von Glausers Freund, dem Pfleger Werner Niederhäuser: Dieser half, die Beziehung Glauser-Bendel geheim zu halten. Als Dank scheint Glauser dann Niederhäuser als «Pfleger Gilgen» in Matto regiert porträtiert zu haben. Dennoch kam es zu Anstaltsklatsch, der eine Aussprache mit Direktor Brauchli zur Folge hatte. Das Paar hielt an der Beziehung fest, und so kündigte Berthe Bendel im November 1933 ihre Stelle in Münsingen. Im Herbst 1934 verfasste Glauser dann mit der Kurzgeschichte Sanierung eine romantische Variation über die Beziehung Glauser-Bendel, welche 1979 unter dem Titel «Der Handkuss – Ein Märchen aus der Schweiz» verfilmt wurde.
→ Detailliertes Kapitel: Glauser und Berthe Bendel

### Erlebnisse

#### Psychoanalyse

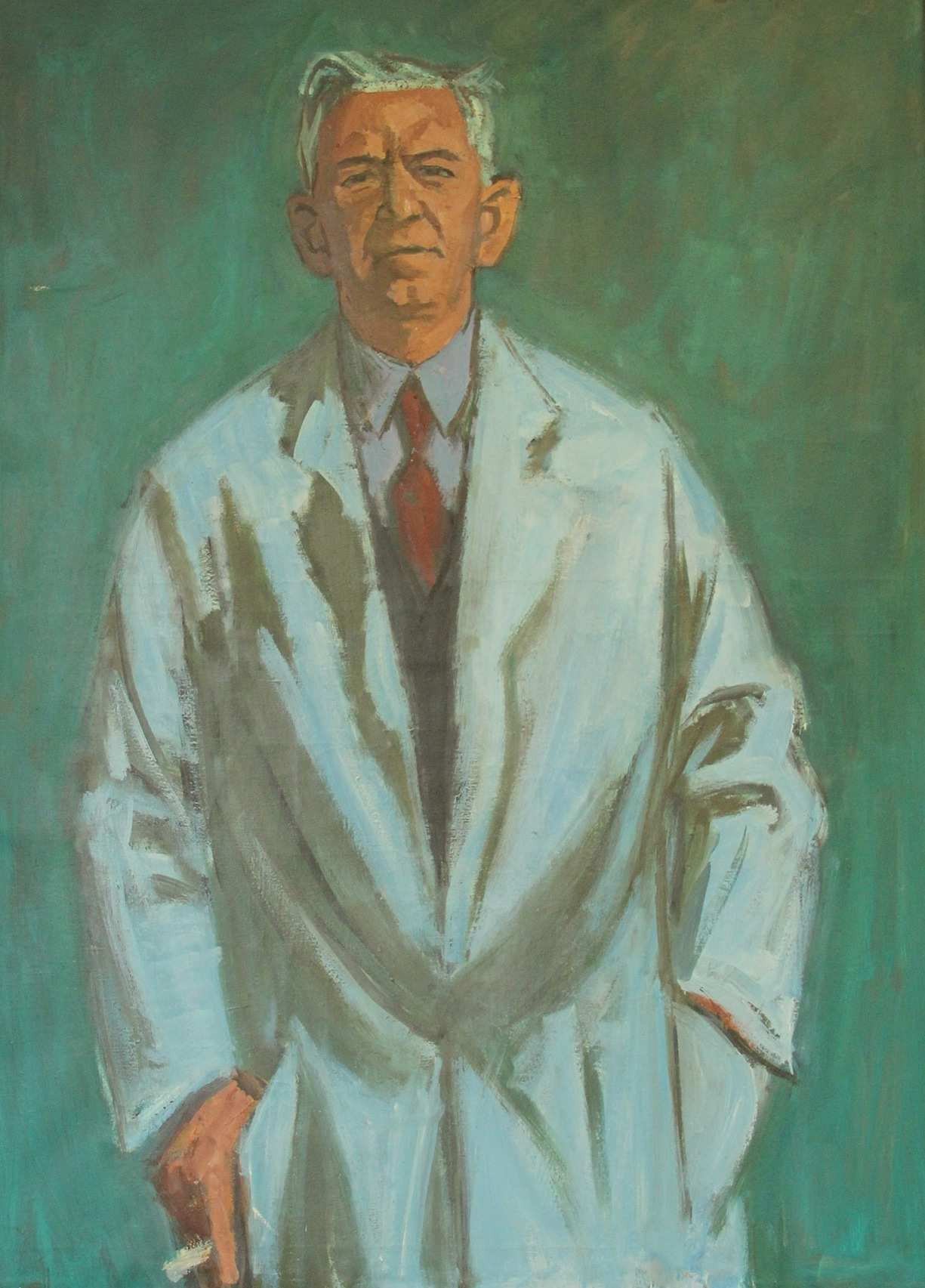
Max Müller, porträtiert von Fred Stauffer. Öl auf Leinwand, 1952

Friedrich Glausers Psychoanalyse bei Max Müller begann im April 1927 und dauerte rund ein Jahr. Während dieser Zeit arbeitete er in der Gärtnerei Jäcky in Münsingen. Müller dazu: «Im Gegenteil lässt sich vielleicht doch annehmen, ohne das Heim, das wir ihm boten, ohne die Analyse auch, die ich gegen jede Kunstregel später bei ihm durchführte, wäre er wohl völlig unter die Räder geraten und hätte niemals das aus sich machen können, was ihm schliesslich noch möglich wurde.» Zu Beginn war Glauser gegenüber der neuen Behandlungsmethode offen und kooperativ. Je länger jedoch der Prozess andauerte, desto grösser wurde seine Abneigung gegen die Psychoanalyse und die «Seelenärzte». In Matto regiert sagt Herbert Caplaun zum Wachtmeister: «Sie wissen nicht, Wachtmeister, was das ist, eine Analyse! … Lieber drei Lungenentzündungen…» Am 15. Juni 1934, Glauser war damals bereits in der Klinik Waldau, schrieb er an seine ehemalige Freundin Beatrix Gutekunst: «Der Abteilungsarzt ist ein Deutscher und der Analyse durchaus abhold, was erquickend ist. Ich hab lang gebraucht, um zu merken, was es eigentlich ist, was mich bei M.[üller] und sonst bei den Analytikern, die ich kennengelernt habe, immer so irritiert hat; du hast’s eigentlich schnell herausgehabt, aber nie so richtig formulieren können; ihre absolute Humorlosigkeit, die sich eigentlich genau wie bei den überzeugten Anthroposophen hinter einem überlegen-sonnigen Lächeln verbirgt. Wenn sie ihre Ausflüge in seelische Tiefen machen, müssen sie immer Taucheranzüge anlegen, mit schweren Bleisohlen, und auf diese Weise geschützt und gepanzert begeben sie sich 50 m unter den Bewusstseinsspiegel, um dort nach Gold zu suchen. Aber statt des Goldes, das ja wahrscheinlich vorhanden war, begnügen sie sich mit Tintenfischen, und die Tintenfische spucken natürlich, […] denn sie bleiben lieber im Dunkeln.» Und am 24. Februar 1936 konstatierte er in einem Brief an Martha Ringier: «Man hat nämlich herausgefunden, dass eine Analyse, um wirksam zu sein, sich über mindestens acht Jahre erstrecken müsse. Können Sie sich das vorstellen? Acht Jahre jeden Tag eine Stunde auf dem Kanapee oder einer Kautsch (wie die Berner das Wort orthographieren) liegen und assoziieren. Sowas hält nicht einmal ein Maulesel aus. Ich habe mich immer gefragt, ob man nicht beispielsweise auch Hunde analysieren könnte.» Ein letztes Mal hatte Glauser sich 1938 im Prosafragment Insulin zu dem Thema geäussert: «Ihre Stellung [die Psychiater] ist schwierig. In vielen Fällen ist ihre Macht grösser als die eines Richters, denn ihre Entscheide sind unanfechtbar. Das Gutachten eines Psychiaters kann einem Menschen die bürgerlichen Rechte absprechen, ihn unter Vormundschaft stellen, ohne seine bürgerlichen Pflichten aufzuheben, vermag die Freiheit zu nehmen, indem es jahrelang, sogar lebenslange Internierung in einer Heil- und Pflegeanstalt, Versorgung im Arbeitshaus verlangt, es kann weiter gehen und einen Menschen zwingen, auf sein Liebesleben zu verzichten und ein Leben weiterzuleben, das keines mehr ist.»

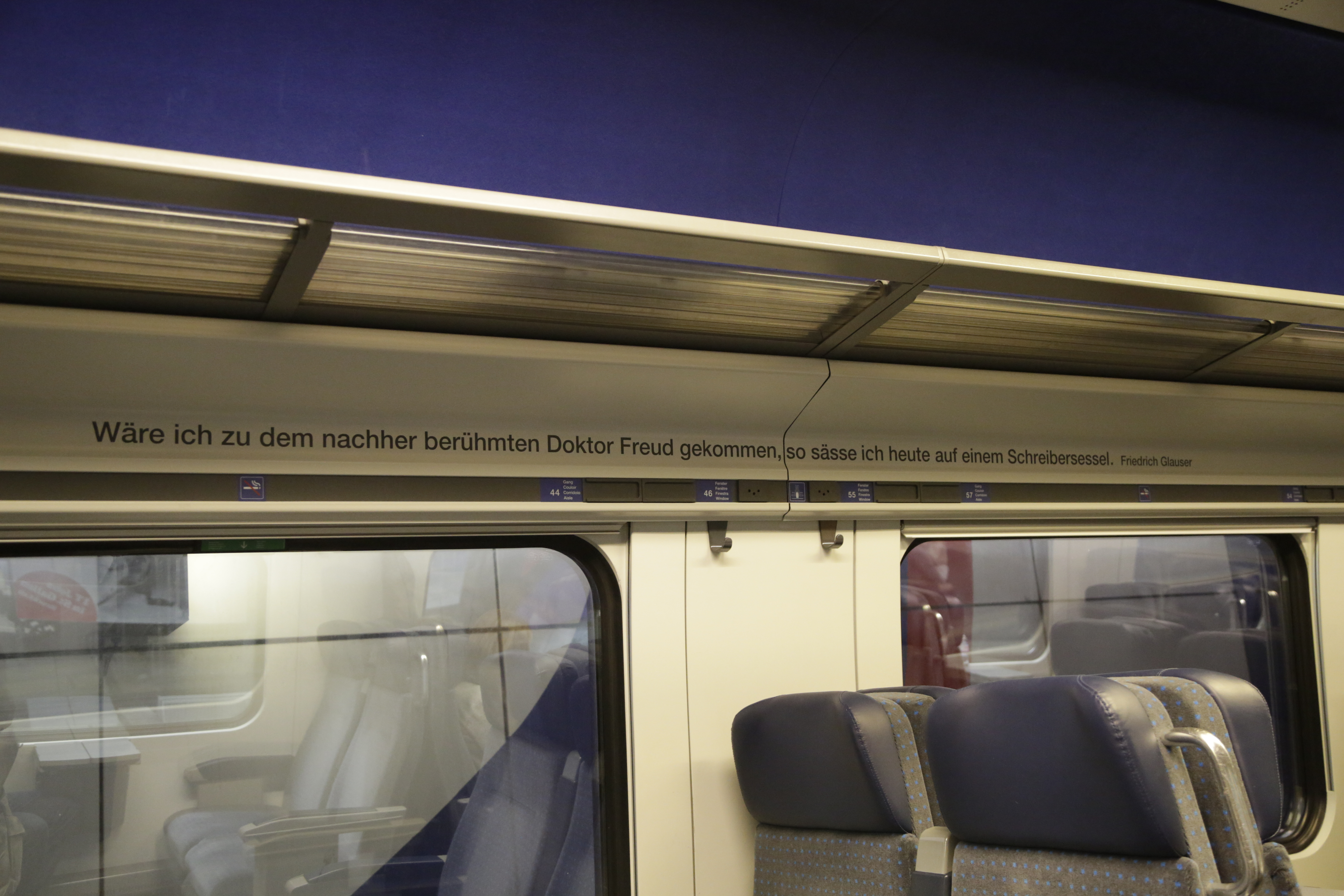
Glauser-Zitat zur Psychoanalyse im Inneren des ICN 500 019

Ironischerweise wurde Glauser selber ungewollt zum Analytiker erklärt: Auf dem Klappentext von Matto regiert des Jean Christophe-Verlages war 1936 zu lesen, «der Dichter ‹Mattos› müsse zugleich ein hervorragender Psychoanalytiker sein». Möglicherweise war Glauser (abgesehen von Druckfehlern und der vergessenen Widmung für Otto Kleiber) auch deshalb so wütend über die «Hornochsen vom Jean Christophe-Verlag», die Verschiedenes am Roman «versaut» hätten.
Einen Ausspruch Glausers zu Sigmund Freud, Begründer der Psychoanalyse, kann man antreffen, wenn man in der Schweiz den ICN mit der Nummer 500 019 betritt. Innerhalb der Zugskomposition ist ein Zitat aus der Erzählung Gesprungenes Glas (1937/38) zu lesen: «Wäre ich zu dem nachher berühmten Doktor Freud gekommen, so sässe ich heute auf einem Schreibersessel.» Im Rahmen der Bahn 2000 schafften die SBB neue Neigezüge an, bei denen die Triebzüge Namen von bekannten Schweizern trugen; im Inneren der Wagen wurden Zitate der entsprechenden Persönlichkeit oberhalb der Fenster angebracht. Der ICN mit der Nummer 500 019 kam am 17. April 2001 in den Verkehr und bekam den Namen «Friedrich Glauser».

## «Matto» und der Nationalsozialismus
Abgesehen davon, dass Glauser in seinen Erzählungen soziale Missstände aufzeigt, war er grundsätzlich ein unpolitischer Autor. Das einzige Mal, wo er sich explizit literarisch in dieses Gebiet gewagt hatte, verbrannte er sich die Finger: 1937 verfasste er eine Rezension zu André Gides Buch Retouches à mon retour de l’U.R.S.S. und löste damit ungewollt eine heftige Auseinandersetzung über Kommunismus und Stalinismus aus. Das Resultat war, dass er sich mit seinem Brieffreund Rudolf Jakob Humm, den er bei der Lesung im «Rabenhaus» kennengelernt hatte, entzweite. Am 25. August 1937 schrieb er an Otto Kleiber: «Dann hab ich für Halperin noch den Gide-Artikel geschrieben, und er lag mir auf dem Magen – weil er nicht so geworden ist, wie ich wollte, und überhaupt: Ich sollte die Politik sein lassen, ich versteh nichts davon. Und doch lockt sie mich, wie alles, was ich nicht verstehe.»

### Der drohende Krieg
In Matto regiert ist Glauser unerwartet politisch, indem er die nationalsozialistische Entwicklung im Nachbarland Deutschland kritisiert. Der Patient Schül beschwört schon beinahe prophetisch den drohenden Krieg in der Beschreibung des «Matto»: «Manchmal, wenn der Föhn den Nebel spinnt zu weichen Fäden, sitzt er an meinem Bett und flüstert und erzählt. Lang sind die grünen gläsernen Nägel an seinen Fingern und sie schimmern, fährt er mit seinen Händen durch die Luft… Manchmal auch sitzt er oben auf dem Glockenturm, und dann wirft er Fäden aus, bunte Fäden, weit hinaus ins Land über die Dörfer und Städte und die Häuser, die einsam stehen am Hügelhang… Weit reicht seine Kraft und seine Herrlichkeit, und niemand entgeht ihm. Er winkt und wirft seine bunten Papiergirlanden, und der Krieg flattert auf wie ein blauer Adler, er schleudert einen roten Ball, und die Revolution lodert zum Himmel und platzt.» Glauser legt auch Wachtmeister Studer Worte in den Mund, die Krieg und Zerstörung beschreiben: «Was die Menschen doch alles fanden! Da gab es: Eheberater, bestallte Psychologen, Psychotherapeuten, Fürsorger; es waren erbaut worden: Trinkerheilanstalten, Erholungsheime und Erziehungsanstalten… All dies wurde eifrig und bürokratisch betrieben… Aber viel eifriger noch und weniger bürokratisch wurden fabriziert: Gasbomben, Flugzeuge, Panzerkreuzer, Maschinengewehre… Um sich gegenseitig umzubringen… Es war wirklich eine kohlige Sache um den Fortschritt… Man war human, mit dem Hintergedanken, sich so schnell als möglich aus der Welt zu schaffen…» Eine Passage, in der Laduner zu Studer spricht, könnte als versteckte Kritik an Adolf Hitler verstanden werden: «Ich spreche jetzt nicht von Mord auf Befehl wie im Krieg, wie in der Revolution. Dort trägt der Führer, wer er sei, die Verantwortung…» Dass Glauser relativ früh ein Gespür für den kommenden Krieg hatte, zeigte schon sein Brief vom 26. Oktober 1933 an Berthe Bendel: «Und ich hab ganz furchtbare Sehnsucht nach dir. Wenn man es nur eine Zeitlang zusammen schön hätte. Aber ich glaub, wir werden bald Krieg haben. […] Es sieht bös aus in Deutschland.»

### Hitlers Radiorede

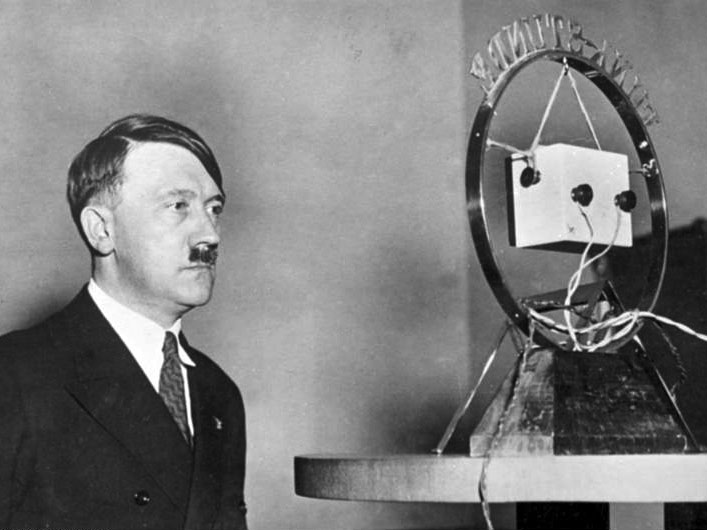
Adolf Hitler an einer Rundfunkansprache 1933

Auf Seite 209 wird Glauser dann überraschend konkret, indem er eine Hitlerrede im Radio beschreibt: «Ein Militärmarsch verklang, und dann erfüllte eine fremde Stimme das Zimmer. Sie war eindringlich, aber von einer unangenehmen Eindringlichkeit. Sie sagte: ‹Zweihunderttausend Männer und Frauen sind versammelt und jubeln mir zu. Zweihunderttausend Männer und Frauen haben sich eingefunden als Vertreter des ganzen Volkes, das hinter mir steht. Das Ausland wagt es, mich des Vertragsbruches zu zeihen… [mit der Wiedereinführung der allgemeinen Wehrpflicht am 16. März 1935 hob das Deutsche Reich sämtliche militärischen Bestimmungen des Versailler Vertrages auf]. Als ich die Macht ergriff, lag das Land verheert, verwüstet, krank… Ich habe es gross gemacht, ich habe ihm Achtung verschafft… Zweihunderttausend Männer und Frauen lauschen meinen Worten, und mit ihnen lauscht das ganze Volk…› Langsam stand Laduner auf, schritt zum sprechenden Kasten… Ein Knack… Die Stimme verstummte…» Und Laduner weiter: «Der Mann, der soeben sprach, hat Glück gehabt… Wäre er zu Beginn seiner Laufbahn einmal psychiatrisch begutachtet worden, die Welt sähe vielleicht ein wenig anders aus…» Als Glauser diese Passage schrieb, bezog er sich möglicherweise auch auf Hitlers Rede am Reichsparteitag 1934. Dort sprach der Führer unter anderem tatsächlich von «200'000 Männern»: «200'000 Männer sind nun versammelt, die nichts hergerufen hat als das Gebot ihres Herzens, nichts hergerufen hat, als das Gebot ihrer Treue.»
Ausschnitt aus Hitlers Rede am Reichsparteitag vom 7. September 1934 in Nürnbergⓘ
In einem Brief vom 23. März 1936 aus der Waldau an Martha Ringier beschreibt Glauser seine Irritation und Angst über die möglichen Folgen von Hitlers Nationalsozialismus: «Ich muss immer an 1914 denken, an die paar Monate vor dem grossen Kladderadatsch. Die Stimmung ist so ähnlich. Ich lese Zeitungen und zwinge mich dazu, obwohl ich dann immer zwei, drei Stunden brauche, um mich von so einer Lektüre zu erholen. Ihr draussen merkt das gar nicht. Wir haben die feineren Organe, wahrscheinlich, gerade weil wir nicht im Trubel drinstecken. […] Letzthin hat das Radio eine Rede von Hitler verbreitet, wir sind zu viert um den Apparat herumgesessen. Die Anderen haben gelacht, es war kein ehrliches Lachen. Ich habe mich bald gedrückt. Ich konnte nicht mehr. Das ist, dachte ich zuerst, das ist das Ende… Das ist das Ende von allem, was wir gern hatten, von Bildern, Musik, Versen.»

## Ausgaben

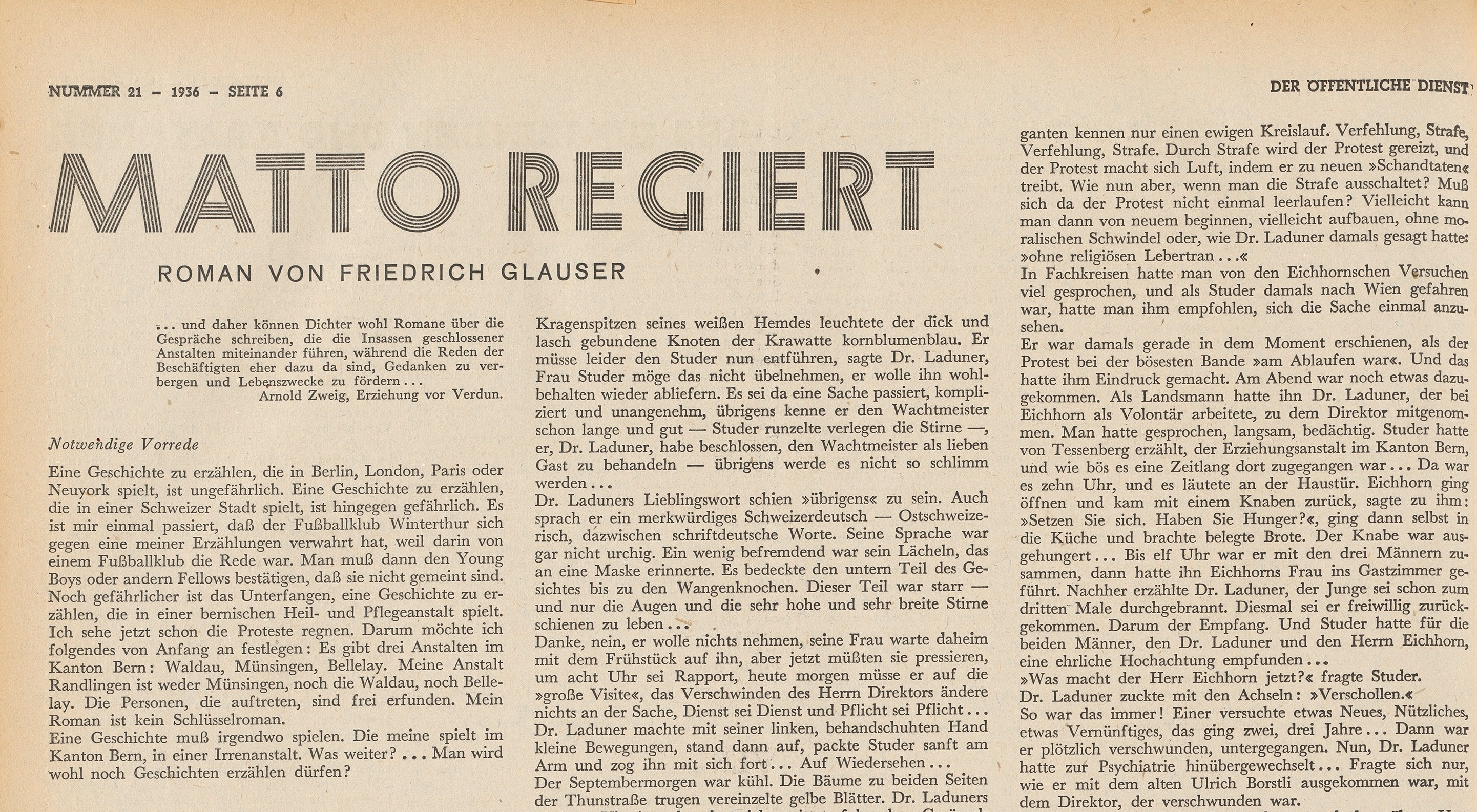
Erste Folge von Matto regiert in Der öffentliche Dienst vom 22. Mai 1936 (Ausschnitt)

Vom 22. Mai bis zum 13. November 1936 erschien Matto regiert als Erstdruck in Hans Oprechts Zeitung Der öffentliche Dienst (Verbandszeitschrift der Gewerkschaft VPOD). Im Dezember folgte dann die Buchausgabe im Jean Christophe-Verlag mit einer Auflage von 1500 Exemplaren und einem Honorar von 1000 Franken für Glauser. Diese Erstausgabe wies einige Druckfehler auf, zudem wurde Glausers Widmung für den Feuilleton-Chef der Basler National-Zeitung Otto Kleiber vergessen. An Oprecht schrieb Glauser: «Es tut mir leid, dass ich Ihren Waschzettelschreiber nicht bei den Ohren nehmen kann. Ich täte das mit ungeheurer Genugtuung. Wenn so ein Herr sich erlaubt zu schreiben, ich sei ein hervorragender Psychoanalytiker, müssen sogar die Rosse lachen. […] Und einen gleich mit Poe vergleichen! Das ist doch grotesk.» Wenn auch in dieser Form unbeabsichtigt, so war der Vergleich mit Edgar Allan Poe insofern passend, als auch dieser eine Novelle über ein Irrenhaus geschrieben hatte, in der er unsere Wahrnehmung von Irrsinn und Normalität in Frage stellt («Das System des Dr. Teer und Prof. Feder», 1845). Bezüglich der Druckfehler der ersten Buchausgabe ergänzte Glauser: «Schenken Sie doch bitte Ihrem Korrektor als verspätetes Weihnachtsgeschenk einen Duden. Vielleicht auch eine Brille. Ich weiss nicht was nötiger ist.» In der zweiten Buchausgabe von Matto regiert, welche 1943 im Schweizer Druck- und Verlagshaus erschien, wurden alle aktuellen Bezüge zu Nazi-Deutschland, insbesondere die Radiorede von Hitler, gestrichen.

## Rezeption

### Skandal um Münsingen
Die Veröffentlichung von Matto regiert fand wohl ihre grösste Beachtung in dem Skandal, den der Roman 1937 auslöste. Am 23. Januar schrieb Otto Briner, Arzt an der Waldau, an Glauser: «Man merkt etwas zu deutlich, dass es Ihnen in erster Linie auf ein ‹Abreagieren› ankam, was Ihnen subjektiv ausgezeichnet bekommen ist, was aber nicht gerade zu einer objektiven Werterhöhung beigetragen hat.» Im unveröffentlichten Text Selbstanzeige vom Mai 1937 bemerkte Glauser dazu: «Ich weiss nicht, warum sich so viele Leute über das Buch geärgert haben.»

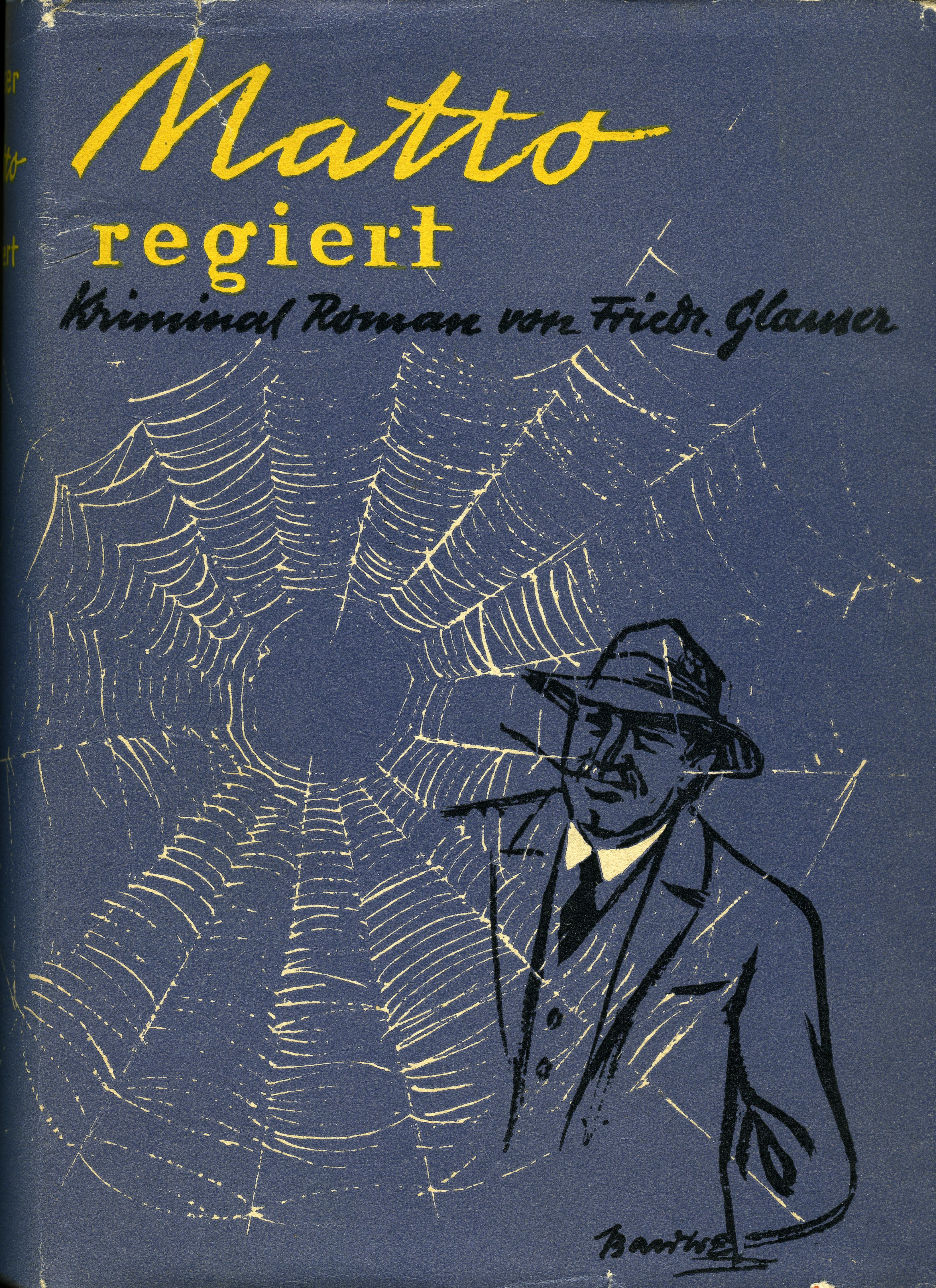
Matto regiert in der zensierten Buchausgabe (mit SU) des Schweizer Druck- und Verlagshaus, Zürich 1943

Zu viele Personen erkannten sich im Irrenhausroman. Zudem war der Blick, den Glauser den Lesern hinter die Mauern der Anstalt Randlingen (respektive Münsingen) gewährte, nicht der günstigste. Das Hauptproblem schien jedoch die Figurenzeichnung des Ulrich Borstli zu sein, hinter dem sich unverkennbar der Anstaltsdirektor Ulrich Brauchli verbarg. Max Müller beschrieb die Lage folgendermassen: «In Münsingen war unterdessen der Teufel los. Mit Kaisers zusammen baten wir die getreue Rosa Maurer, die sich schon seit Jahren Brauchlis angenommen hatte, seine Post zu kontrollieren und ein eventuelles auf ‹Matto› verdächtiges Paket zu unterschlagen. Unterdessen standen die Leute, nicht nur die Anstaltsangestellten, sondern die ganze Münsinger Bevölkerung – es lagen Listen aus – am Bahnhofskiosk Schlange, um das Buch zu erhalten; wirklich eine groteske Situation.»
Zum Jahreswechsel 1936/1937 wurde Müller sogar zum Regierungsrat und Direktor des Gesundheitswesens, Henri Mouttet, zitiert. Müller dazu: «Bei meiner Vorsprache am Silvestermorgen versprach er mir, das Buch über Neujahr zu lesen, am 2. Januar eine Extrasitzung des gesamten Regierungsrates einzuberufen und mir am 3. Januar Bescheid zu geben. Er hielt Wort. Bei meinem zweiten Besuch erläuterte er mir sachlich, juristisch wäre lediglich Brauchli legitimiert, eine Verleumdungsklage einzureichen, mit der er aber kaum Erfolg haben dürfte, da ja alles, was über ihn geschrieben sei, den Tatsachen entspreche. Zudem würde ein solcher Presseprozess Monate dauern und vor die Geschworenen kommen, was natürlich die beste Reklame für das Buch bedeuten würde. Im übrigen habe er seinen regierungsrätlichen Kollegen eine Reihe von Stellen daraus vorgelesen, wobei zutreffende Charakterisierung […] allgemeine Heiterkeit erweckt hätten.» Somit nahm der Berner Regierungsrat von der geplanten Konfiskation von Matto regiert wieder Abstand.
Auch eine Disziplinaruntersuchung bezüglich der Fahrlässigkeit in der Klinik Waldau (weil diese das Werk quasi autorisiert hatte, indem Glauser es dort verfasste) verlief im Sande. Otto Briner schrieb am 11. Februar diesbezüglich aus der Klinik Waldau an Glauser: «Sie haben mit Ihrer Vermutung, dass man mir nicht den Kopf abschneiden werde, recht gehabt. Die Regierung hat sich damit begnügt, ihr lebhaftes Bedauern auszusprechen, dass solche ‹Nachlässigkeiten› vorgekommen sind, und damit ist die Angelegenheit auch äusserlich erledigt. […] Soviel ich sehe, zirkuliert der ‹Matto› in zahlreichen Exemplaren unter Pflegern und Patienten.» Schützenhilfe erhielt Glauser von Hans Oprecht, der Ende Januar an Glauser schrieb: «Dr. Morgenthaler wird sich für das Buch einsetzen. Er wird es sogar benützen, um den Kampf gegen die Zustände im bernischen Irrenwesen zu führen.» Und Glauser selbst? Er war weit weg vom Geschehen, sass in Angles in Frankreich und schrieb am 26. Januar an seinen Vormund Robert Schneider: «Übrigens werde ich von hier aus mein möglichstes tun, um den regierungsrätlichen Hasen ein wenig weiter zu hetzen. Ich habe ja einige Bekannte in der ‹Journaille›, wie man so schön im Nachbarland sagt, und ich werde dafür sorgen, dass man in den Zeitungen ein wenig über dieses Schildbürgerstückchen spricht. Ich werde also vorläufig noch recht still in Angles hocken bleiben, den Garten bepflanzen und, falls die Sonne endlich doch wieder einmal geruht zu erscheinen, mich an ihren Strahlen wärmen.» Und zwei Tage später an Martha Ringier: «Wenn mich die Herren hätten, würde ich wahrscheinlich für ein paar Jahre spurlos in Witzwil verschwinden – und dazu bin ich mir doch zu schade. Ich kann schliesslich nichts dafür, wenn der Berner Regierungsrat zu spinnen beginnt.»
2014 sagte Altbundesrat Christoph Blocher über den Münsinger Skandal: «Neuer Chef von Münsingen und der Waldau wurde Max Müller, zu erkennen als Held in Glausers Roman. Er vertrat eine neue Psychiatrie. Damit hat Glauser indirekt beigetragen zu neuen Entwicklungen in der Schweizer Psychiatrie. 1930 hätte man einen solchen ‹Schlufi› nicht würdigen können. Aber heute ist der Lebenswandel nicht mehr wichtig. Es zählen nur noch die vielen ‹guten Früchte›.»

## Verfilmungen

### Matto regiert (1947)

#### Vorgeschichte

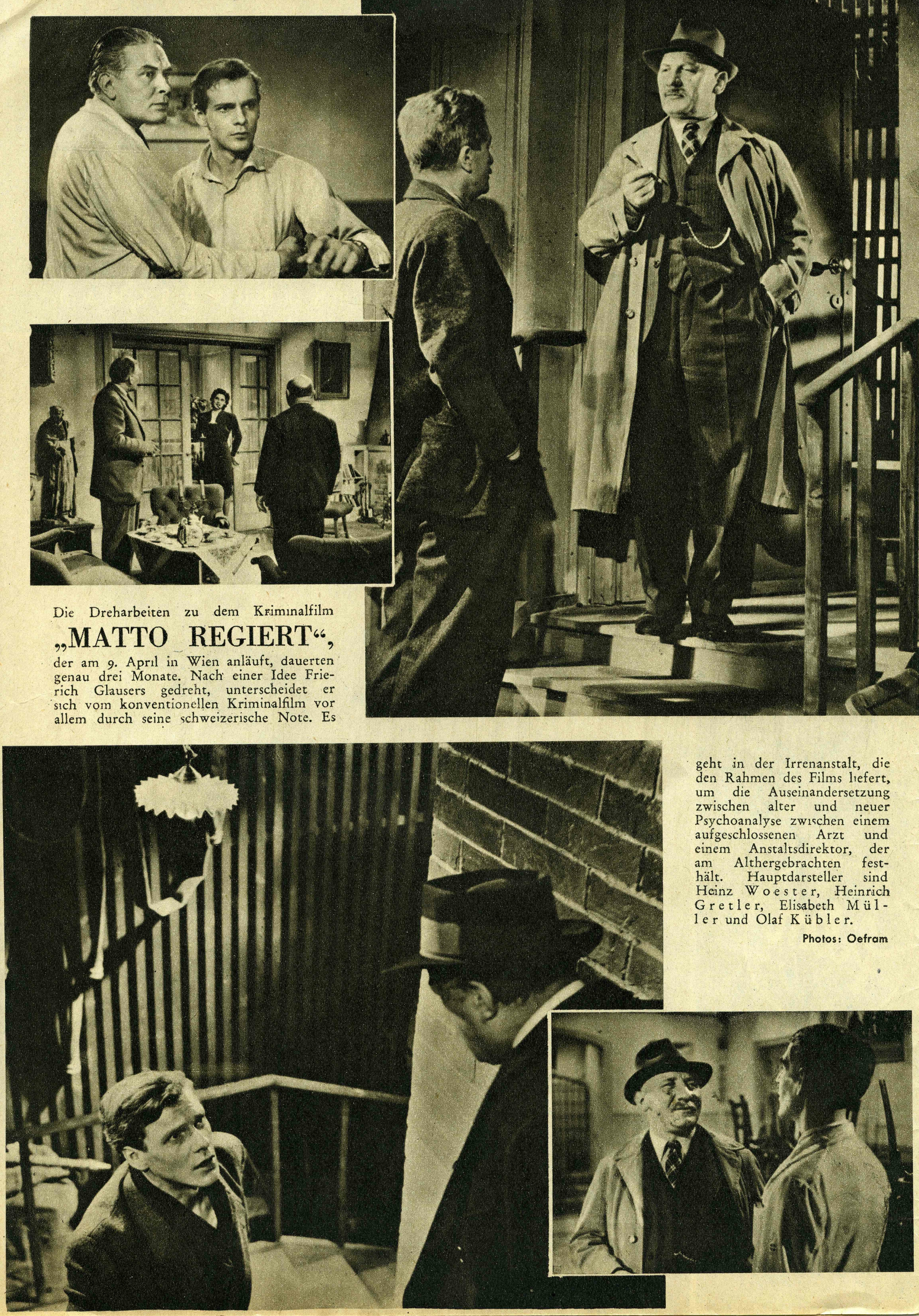
Filmzeitschrift Mein Film mit dem Bildbericht zur Premiere in Wien, 1948

Die Filmgesellschaft Praesens entschloss sich, nach Wachtmeister Studer (1939) auch Matto regiert zu verfilmen. Am 8. März 1943 begannen die Dreharbeiten. Eine Woche später jedoch brach man die Produktion bereits wieder ab. Die Gründe dafür waren fehlendes Gespür für Glausers Stoff und Mängel am Drehbuch. Der Verlust für die Praesens-Film betrug 40'000 Franken. Drei Jahre später besann man sich erneut des Matto, und so wurde das Filmprojekt wieder aktuell. Man ließ ein neues Drehbuch von Alfred Neumann schreiben, und sogar Leopold Lindtberg, Regisseur der ersten Glauser-Verfilmung, sagte wieder zu. Ebenfalls mit dabei waren (wie schon bei Wachtmeister Studer) Heinrich Gretler als Wachtmeister Studer, Sigfrit Steiner als Kommissar, Schaggi Streuli als Nachtwächter, und Zarli Carigiet spielte den kriegsgeschädigten Schül. Um den Film so realitätsnah wie möglich zu inszenieren, bestand Lindtberg darauf, dass alle Schauspieler Max Müller kennen lernen sollten. "Müllers Einwand, er sei inzwischen viel älter und übrigens auch Direktor geworden, die Atmosphäre der Anstalt habe sich gegenüber Glausers Zeiten gründlich geändert, verfing nicht. So erschien denn die ganze Gesellschaft eines Tages in Münsingen, wohl um einen Gewinn davon zu haben; mir selber trug der Besuch ein höchst interessantes Gespräch über Filmprobleme ein."

#### Produktion
Die Dreharbeiten begannen am 7. Dezember 1946 und dauerten bis zum 21. März 1947. Für die Aussenaufnahmen der Klinik «Randlingen/Münsingen» wählte man die Psychiatrische Klinik von Königsfelden im Kanton Aargau. Matto regiert dauerte in der Endfassung 96 Minuten. Die Premiere fand am 17. April 1947 im Kino Rex in Zürich statt und hatte vier Wochen Spielzeit. Allerdings floppte der Film fast durchwegs bei Publikum und Kritik. Als Matto regiert am 9. April 1948 in Wien (Geburtsort von Friedrich Glauser und «Wiege der Psychoanalyse») anlief, schrieb die Zeitschrift Mein Film zu ihrem Bildbericht: «Nach einer Idee Friedrich Glausers gedreht, unterscheidet er sich vom konventionellen Kriminalfilm vor allem durch seine schweizerische Note. Es geht in der Irrenanstalt, die den Rahmen des Filmes liefert, um die Auseinandersetzung zwischen alter und neuer Psychoanalyse, zwischen einem aufgeschlossenen Arzt und einem Anstaltsdirektor, der am Althergebrachten festhält.»

#### Umsetzung
Hielt sich Leopold Lindtbergs Verfilmung von Wachtmeister Studer noch weitgehend an die literarische Vorlage von Glauser, so bediente sich die Umsetzung von Matto regiert hauptsächlich der Schauplätze und der wichtigsten Figuren; die Romanvorlage wurde für das Drehbuch stark vereinfacht und erfuhr viele Auslassungen. Alles drehte sich um die Schuldfrage, ob Herbert Caplaun wirklich der Täter sei oder nicht. Im Unterschied zum Buch beginnt der Film beim Tanzabend im Kasino, und es dauert ganze 28 Minuten, bis Studer seinen Auftritt hat. Diese erste halbe Stunde wird darauf verwendet, die wesentlichen Figuren, deren Beziehungen untereinander und mögliche Tatmotive einzuführen. Mehr Raum als in der Buchvorlage nimmt dabei der unsympathische Charakter des Ulrich Borstli ein, dessen Konflikt mit Dr. Laduner und die Querelen innerhalb der Ärzte und Pfleger. Weitere wesentliche Abweichungen sind: Pierre Pieterlen wurde ganz gestrichen. Stattdessen baute man Herbert Caplaun zur Hauptfigur aus, der mit Irma Wasem ein Verhältnis hat. Direktor Borstlis Leiche befindet sich im Liftschacht statt im Heizungskeller. Und Glausers Kritik an Hitler und dessen Politik zeigt sich nur noch darin, dass bei der Führung durch die Abteilungen ein «Irrer» aufsteht und Studer mit dem Hitlergruss salutiert. Die Charakterzeichnung von Studer selbst wird Glausers Vorbild kaum gerecht und zeigt sich beispielsweise darin, dass der Wachtmeister untypischerweise mehrmals aufbraust.

### Weitere Verfilmungen
- 1980: Matto regiert. Deutschland/Schweiz, Fernsehfilm, Regie: Wolfgang Panzer; mit Hans Heinz Moser als Studer.
- 2001: Studers erster Fall. Schweiz, Fernsehfilm, Regie: Sabine Boss; mit Judith Hofmann als Claudia Studer – nach Matto regiert.

## Theateradaptionen
Bereits 1943 schrieb Renato Cavoli eine Theaterfassung mit dem Titel: «Matto: Kriminalstück nach em Roman ‹Matto regiert› (1935/36) vom Friedrich Glauser und em gliichnamige Film vom Leopold Lindtberg us em Jahr 1947». Im Laufe der Jahre wurde Matto regiert auch regelmässig von Laientheater-Ensembles aufgeführt und 2014 lief es unter der Regie von Sebastian Nübling im Schauspielhaus Zürich. 2018 inszenierte Christina Rast den Krimi in einer eigenen Adaption für das Theater St. Gallen. Zur Premiere schrieb das St. Galler Tagblatt: «Im Theater St. Gallen macht Christina Rast aus Friedrich Glausers Krimi ‹Matto regiert› äusserst bildstark ein mitreissendes albtraumhaftes Tableau – und bringt den Sog des Romans voll auf die Bühne. Nach zwei Stunden sagt man: Wow, was für ein genialer Roman war das doch! Und: Wow, der Glauser hat ja Dürrenmatt mit dessen grotesken, bitterbösen, zeitkritischen Szenerien vorweggenommen – und ja, vielleicht sogar noch übertroffen! Weil Glauser die ‹Fäulnis hinter den Kulissen›, wie es Peter von Matt mal ausgedrückt hat, mit eigenem Leib erfahren hat. Dann geht der Dank für diese Begeisterung an die Inszenierung. Die Regie hat diesen Roman im Kern erfasst und so ins Bild gesetzt, dass dessen Kraft, Spannung und Tiefe auf der Bühne greifbar werden. Dann kann man getrost die rührselig verkitschte und inhaltlich verharmloste Verfilmung aus dem Jahr 1947 mit Heinrich Gretler, die immer wieder im Fernsehen läuft, endlich vergessen. [...] Allmählich wird die Rivalität der Ärzte, die Einsamkeit des Direktors, die Verschuldung und die Raffgier, aber auch der akute Pflegenotstand klar (der mit fahnenschwenkendem Streik bekämpft wird). Auch wie Technokratie und Ideologie in Barbarei kippen können. Dies hat Glauser in den 1930er-Jahren hellsichtig gespürt und lässt Hitler aus dem Radio eine Hassrede schreien. Was für ein toller, themenreicher, immer wieder aktueller Krimi!»

## Hörbücher
- Matto regiert. Christoph Merian Verlag, Basel 2006, ISBN 3-85616-275-5.

## Dokumentarfilme
- 1975: Felice Antonio Vitali: Betrifft Friedrich Glauser – Eine Ermittlung.
- 2011: Christoph Kühn (Regie): Glauser – Das bewegte Leben eines grossen Schriftstellers. Mit Berthe Bendel, Max Müller, Martin Borner, Hardy Ruoss, Hansjörg Schneider, Frank Göhre, Illustrationen von Hannes Binder. DVD. Limmat, Zürich 2013, ISBN 978-3-85791-701-1.[80]

## Literatur

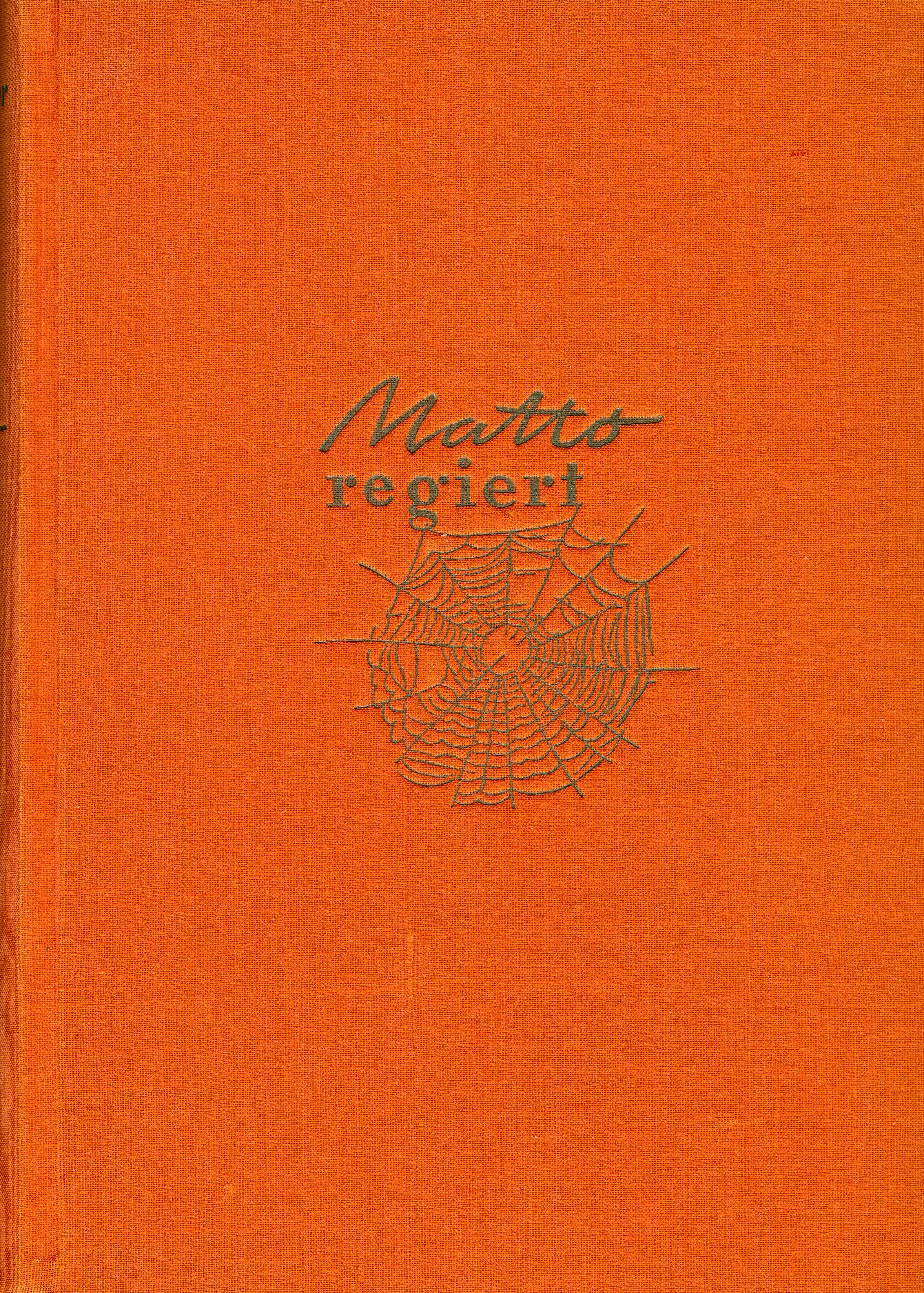
Matto regiert in der zensierten Buchausgabe (ohne SU) des Schweizer Druck- und Verlagshauses, Zürich 1943